# Liste des églises de Maine-et-Loire
La liste des églises de Maine-et-Loire recense de la manière la plus complète possible les églises, cathédrale et basiliques situées dans le département français de Maine-et-Loire .

Toutes sont situées dans le diocèse d'Angers.

## Classement
Le classement ci-après se fait par commune selon l'ordre alphabétique.

Il est fait état des diverses protections dont elles peuvent bénéficier, et notamment les inscriptions et classements au titre des monuments historiques.

## Liste
| Eglise                                                           | Commune                       | Adresse                  | Coordonnées                        | Notice                        | Protection                    | Date                | Illustration                                                     |
| ---------------------------------------------------------------- | ----------------------------- | ------------------------ | ---------------------------------- | ----------------------------- | ----------------------------- | ------------------- | ---------------------------------------------------------------- |
| Église Saint-Doucelin d'Allonnes                                 | Allonnes                      |                          | 47° 17′ 33″ nord, 0° 01′ 23″ est   |                               |                               |                     | Église Saint-Doucelin d'Allonnes                                 |
| Cathédrale Saint-Maurice d'Angers                                | Angers                        |                          | 47° 28′ 14″ nord, 0° 33′ 17″ ouest | « PA00108866 »                | Classé                        | 1862                | Cathédrale Saint-Maurice d'Angers                                |
| Église Croix-de-Maine                                            | Angers                        |                          | 47° 28′ 06″ nord, 0° 35′ 54″ ouest |                               |                               |                     | Église Croix-de-Maine                                            |
| Église Notre-Dame-de-Recouvrance d'Angers (disparue)             | Angers                        |                          | à géolocaliser                     |                               |                               |                     | Église Notre-Dame-de-Recouvrance d'Angers (disparue)             |
| Église Notre-Dame des Victoires d'Angers                         | Angers                        |                          | 47° 28′ 22″ nord, 0° 32′ 54″ ouest | « PA49000059 »                | Inscrit                       | 2006                | Église Notre-Dame des Victoires d'Angers                         |
| Église Saint-Aignan d'Angers (disparue)                          | Angers                        |                          | 47° 28′ 15″ nord, 0° 33′ 30″ ouest |                               |                               |                     | Église Saint-Aignan d'Angers (disparue)                          |
| Église Saint-Antoine d'Angers                                    | Angers                        |                          | 47° 28′ 22″ nord, 0° 32′ 13″ ouest |                               |                               |                     | Église Saint-Antoine d'Angers                                    |
| Église Sainte-Bernadette d'Angers                                | Angers                        |                          | 47° 27′ 26″ nord, 0° 33′ 04″ ouest |                               |                               |                     | Image manquante Téléverser                                       |
| Église Saint-Blaise d'Angers (disparue)                          | Angers                        |                          | à géolocaliser                     |                               |                               |                     | Église Saint-Blaise d'Angers (disparue)                          |
| Église Sainte-Croix d'Angers (disparue)                          | Angers                        |                          | 47° 28′ 13″ nord, 0° 33′ 15″ ouest |                               |                               |                     | Église Sainte-Croix d'Angers (disparue)                          |
| Église Saint-Denis d'Angers (disparue)                           | Angers                        |                          | 47° 28′ 13″ nord, 0° 33′ 07″ ouest |                               |                               |                     | Église Saint-Denis d'Angers (disparue)                           |
| Église Saint-Evroult d'Angers (disparue)                         | Angers                        |                          | 47° 28′ 10″ nord, 0° 33′ 27″ ouest |                               |                               |                     | Église Saint-Evroult d'Angers (disparue)                         |
| Église Saint-Jacques d'Angers                                    | Angers                        |                          | 47° 28′ 24″ nord, 0° 34′ 16″ ouest |                               |                               |                     | Image manquante Téléverser                                       |
| Église Saint-Jean d'Angers                                       | Angers                        |                          | 47° 29′ 13″ nord, 0° 31′ 29″ ouest |                               |                               |                     | Image manquante Téléverser                                       |
| Église Saint-Joseph d'Angers                                     | Angers                        |                          | 47° 28′ 01″ nord, 0° 32′ 47″ ouest |                               |                               |                     | Église Saint-Joseph d'Angers                                     |
| Église Saint-Laud d'Angers                                       | Angers                        |                          | 47° 28′ 03″ nord, 0° 33′ 33″ ouest |                               |                               |                     | Église Saint-Laud d'Angers                                       |
| Église Saint-Laurent d'Angers                                    | Angers                        |                          | 47° 28′ 38″ nord, 0° 33′ 30″ ouest | « PA00108877 »                | Classé                        | 1965                | Église Saint-Laurent d'Angers                                    |
| Église Saint-Léonard d'Angers                                    | Angers                        |                          | 47° 27′ 36″ nord, 0° 31′ 17″ ouest |                               |                               |                     | Image manquante Téléverser                                       |
| Église Sainte-Madeleine d'Angers                                 | Angers                        |                          | 47° 27′ 34″ nord, 0° 32′ 13″ ouest |                               |                               |                     | Image manquante Téléverser                                       |
| Église Sainte-Marie de Belle-Beille                              | Angers                        |                          | 47° 28′ 34″ nord, 0° 35′ 11″ ouest |                               |                               |                     | Image manquante Téléverser                                       |
| Église Saint-Martin d'Angers                                     | Angers                        |                          | 47° 28′ 08″ nord, 0° 33′ 07″ ouest | « PA00108873 »                | Classé                        | 1928                | Église Saint-Martin d'Angers                                     |
| Église Saint-Martin-des-Champs d'Angers                          | Angers                        |                          | 47° 27′ 12″ nord, 0° 34′ 00″ ouest |                               |                               |                     | Image manquante Téléverser                                       |
| Église Saint-Michel-du-Tertre d'Angers (disparue)                | Angers                        |                          | 47° 28′ 26″ nord, 0° 32′ 47″ ouest |                               |                               |                     | Église Saint-Michel-du-Tertre d'Angers (disparue)                |
| Église Saint-Michel-la-Palud d'Angers (disparue)                 | Angers                        |                          | 47° 28′ 08″ nord, 0° 33′ 10″ ouest |                               |                               |                     | Église Saint-Michel-la-Palud d'Angers (disparue)                 |
| Église Saint-Pierre-de-la-Croix-Blanche                          | Angers                        |                          | 47° 28′ 53″ nord, 0° 31′ 06″ ouest |                               |                               |                     | Image manquante Téléverser                                       |
| Église Saint-Samson d'Angers                                     | Angers                        |                          | 47° 28′ 32″ nord, 0° 32′ 42″ ouest | « PA00108878 »                | Inscrit                       | 1972                | Église Saint-Samson d'Angers                                     |
| Église Sainte-Thérèse d'Angers                                   | Angers                        |                          | 47° 28′ 49″ nord, 0° 33′ 51″ ouest | « PA49000064 »                | Inscrit                       | 2006                | Église Sainte-Thérèse d'Angers                                   |
| Église de la Trinité d'Angers                                    | Angers                        |                          | 47° 28′ 30″ nord, 0° 33′ 40″ ouest | « PA00108879 »                | Classé                        | 1840                | Église de la Trinité d'Angers                                    |
| Église Saint-Pierre d'Angrie                                     | Angrie                        |                          | 47° 34′ 13″ nord, 0° 58′ 22″ ouest |                               |                               |                     | Église Saint-Pierre d'Angrie                                     |
| Église Saint-Martin d'Antoigné                                   | Antoigné                      |                          | 47° 05′ 06″ nord, 0° 06′ 42″ ouest |                               |                               |                     | Image manquante Téléverser                                       |
| Église Saint-Pierre-Saint-Paul d'Armaillé                        | Armaillé                      |                          | 47° 42′ 52″ nord, 1° 07′ 40″ ouest |                               |                               |                     | Église Saint-Pierre-Saint-Paul d'Armaillé                        |
| Église Saint-Pierre d'Artannes-sur-Thouet                        | Artannes-sur-Thouet           |                          | 47° 11′ 54″ nord, 0° 05′ 36″ ouest | « PA00108948 »                | Classé                        | 1984                | Église Saint-Pierre d'Artannes-sur-Thouet                        |
| Église Saint-Denis d'Aubigné-sur-Layon                           | Aubigné-sur-Layon             |                          | 47° 12′ 46″ nord, 0° 27′ 42″ ouest | « PA00109423 »                | Classé                        | 1993                | Église Saint-Denis d'Aubigné-sur-Layon                           |
| Église Saint-Gilles d'Avrillé                                    | Avrillé                       |                          | 47° 30′ 23″ nord, 0° 35′ 24″ ouest |                               |                               |                     | Image manquante Téléverser                                       |
| Église Saint-Aubin de Baracé                                     | Baracé                        |                          | 47° 38′ 25″ nord, 0° 21′ 35″ ouest |                               |                               |                     | Église Saint-Aubin de Baracé                                     |
| Église Saint-Pierre-et-Saint-Laurent de Baugé                    | Baugé-en-Anjou                |                          | 47° 32′ 30″ nord, 0° 06′ 19″ ouest | « PA00108957 »                | Classé                        | 1979                | Église Saint-Pierre-et-Saint-Laurent de Baugé                    |
| Église Saint-Martin-de-Vertou de Bocé                            | Baugé-en-Anjou                |                          | 47° 30′ 22″ nord, 0° 04′ 59″ ouest | « PA00108977 »                | Classé                        | 1930                | Église Saint-Martin-de-Vertou de Bocé                            |
| Église Saint-Maurice de Chartrené                                | Baugé-en-Anjou                |                          | 47° 29′ 30″ nord, 0° 07′ 33″ ouest | « PA00109031 »                | Inscrit                       | 1972                | Église Saint-Maurice de Chartrené                                |
| Église Saint-Médard de Cheviré-le-Rouge                          | Baugé-en-Anjou                |                          | 47° 35′ 43″ nord, 0° 11′ 03″ ouest | « PA00109049 »                | Classé                        | 1966                | Église Saint-Médard de Cheviré-le-Rouge                          |
| Église Notre-Dame de Clefs                                       | Baugé-en-Anjou                |                          | 47° 37′ 29″ nord, 0° 04′ 20″ ouest |                               |                               |                     | Église Notre-Dame de Clefs                                       |
| Église Saint-Évroul de Cuon                                      | Baugé-en-Anjou                |                          | 47° 28′ 45″ nord, 0° 06′ 04″ ouest | « PA00109070 »                | Classé                        | 1914                | Église Saint-Évroul de Cuon                                      |
| Église Saint-Martin d'Échemiré                                   | Baugé-en-Anjou                |                          | 47° 33′ 04″ nord, 0° 10′ 11″ ouest | « PA00109094 »                | Classé                        | 1969                | Église Saint-Martin d'Échemiré                                   |
| Église Saint-Étienne de Fougeré                                  | Baugé-en-Anjou                |                          | 47° 37′ 39″ nord, 0° 08′ 58″ ouest | « PA00109115 »                | Classé                        | 1969                | Église Saint-Étienne de Fougeré                                  |
| Église Saint-Germain du Guédeniau                                | Baugé-en-Anjou                |                          | 47° 29′ 41″ nord, 0° 02′ 47″ ouest |                               |                               |                     | Image manquante Téléverser                                       |
| Église Saint-Eutrope de Montpollin                               | Baugé-en-Anjou                |                          | 47° 35′ 08″ nord, 0° 06′ 16″ ouest | « PA00109194 »                | Inscrit                       | 1963                | Église Saint-Eutrope de Montpollin                               |
| Église Saint-Denis de Pontigné                                   | Baugé-en-Anjou                |                          | 47° 32′ 52″ nord, 0° 02′ 27″ ouest | « PA00109234 »                | Classé                        | 1862                | Église Saint-Denis de Pontigné                                   |
| Église Saint-Martin de Saint-Martin-d'Arcé                       | Baugé-en-Anjou                |                          | 47° 33′ 34″ nord, 0° 05′ 04″ ouest |                               |                               |                     | Église Saint-Martin de Saint-Martin-d'Arcé                       |
| Église Saint-Quentin de Saint-Quentin-lès-Beaurepaire            | Baugé-en-Anjou                |                          | 47° 37′ 35″ nord, 0° 06′ 30″ ouest | « PA00109287 »                | Inscrit                       | 1984                | Église Saint-Quentin de Saint-Quentin-lès-Beaurepaire            |
| Église Saint-Pierre de Vaulandry                                 | Baugé-en-Anjou                |                          | 47° 35′ 47″ nord, 0° 02′ 43″ ouest | « PA00109413 »                | Inscrit                       | 1926                | Église Saint-Pierre de Vaulandry                                 |
| Église Saint-Symphorien du Vieil-Baugé                           | Baugé-en-Anjou                |                          | 47° 31′ 54″ nord, 0° 07′ 10″ ouest | « PA00109404 »                | Classé                        | 1973                | Église Saint-Symphorien du Vieil-Baugé                           |
| Église Saint-Gilles de Beaucouzé                                 | Beaucouzé                     |                          | 47° 28′ 28″ nord, 0° 37′ 57″ ouest |                               |                               |                     | Église Saint-Gilles de Beaucouzé                                 |
| Église Notre-Dame de Beaufort-en-Vallée                          | Beaufort-en-Anjou             |                          | 47° 26′ 25″ nord, 0° 13′ 01″ ouest | « PA00108962 »                | Inscrit                       | 1963 1994           | Église Notre-Dame de Beaufort-en-Vallée                          |
| Église Saint-Aubin de Gée                                        | Beaufort-en-Anjou             |                          | 47° 27′ 24″ nord, 0° 13′ 50″ ouest | « PA00109119 »                | Inscrit                       | 1984                | Image manquante Téléverser                                       |
| Église Notre-Dame de Beaulieu-sur-Layon                          | Beaulieu-sur-Layon            |                          | 47° 18′ 39″ nord, 0° 35′ 23″ ouest | « PA00108965 »                | Inscrit                       | 1926                | Église Notre-Dame de Beaulieu-sur-Layon                          |
| Église Saint-Pierre d'Andrezé                                    | Beaupréau-en-Mauges           |                          | 47° 10′ 14″ nord, 0° 57′ 16″ ouest |                               |                               |                     | Église Saint-Pierre d'Andrezé                                    |
| Église Notre-Dame de Beaupréau                                   | Beaupréau-en-Mauges           |                          | 47° 12′ 08″ nord, 0° 59′ 27″ ouest | « PA49000055 »                | Inscrit                       | 2006                | Église Notre-Dame de Beaupréau                                   |
| Église Notre-Dame de La Chapelle-du-Genêt                        | Beaupréau-en-Mauges           |                          | 47° 10′ 59″ nord, 1° 01′ 09″ ouest |                               |                               |                     | Église Notre-Dame de La Chapelle-du-Genêt                        |
| Église Saint-Pierre-aux-Liens Reconstruite en 2017               | Beaupréau-en-Mauges           | Gesté                    | 47° 10′ 51″ nord, 1° 06′ 42″ ouest |                               |                               |                     | Église Saint-Pierre-aux-LiensReconstruite en 2017                |
| Église Notre-Dame de Jallais                                     | Beaupréau-en-Mauges           |                          | 47° 11′ 49″ nord, 0° 52′ 04″ ouest |                               |                               |                     | Église Notre-Dame de Jallais                                     |
| Église Saint-Martin de La Jubaudière                             | Beaupréau-en-Mauges           |                          | 47° 10′ 18″ nord, 0° 53′ 27″ ouest |                               |                               |                     | Église Saint-Martin de La Jubaudière                             |
| Église Saint-Pavin du Pin-en-Mauges                              | Beaupréau-en-Mauges           |                          | 47° 15′ 13″ nord, 0° 53′ 52″ ouest |                               |                               |                     | Église Saint-Pavin du Pin-en-Mauges                              |
| Église Saint-Pierre de La Poitevinière                           | Beaupréau-en-Mauges           |                          | 47° 13′ 41″ nord, 0° 53′ 47″ ouest |                               |                               |                     | Église Saint-Pierre de La Poitevinière                           |
| Église Saint-Philbert de Saint-Philbert-en-Mauges                | Beaupréau-en-Mauges           |                          | 47° 09′ 08″ nord, 1° 01′ 06″ ouest |                               |                               |                     | Église Saint-Philbert de Saint-Philbert-en-Mauges                |
| Église Saint-Christophe de La Blouère                            | Beaupréau-en-Mauges           |                          | 47° 09′ 28″ nord, 1° 03′ 11″ ouest |                               |                               |                     | Église Saint-Christophe de La Blouère                            |
| Église Saint-Jean-Baptiste de Villedieu                          | Beaupréau-en-Mauges           |                          | 47° 08′ 54″ nord, 1° 03′ 47″ ouest |                               |                               |                     | Église Saint-Jean-Baptiste de Villedieu                          |
| Église Saint-Pierre de Bécon-les-Granits                         | Bécon-les-Granits             |                          | 47° 30′ 13″ nord, 0° 48′ 03″ ouest |                               |                               |                     | Église Saint-Pierre de Bécon-les-Granits                         |
| Église Notre-Dame des Bégrolles-en-Mauges                        | Bégrolles-en-Mauges           |                          | 47° 08′ 24″ nord, 0° 56′ 13″ ouest |                               |                               |                     | Église Notre-Dame des Bégrolles-en-Mauges                        |
| Église Notre-Dame de Béhuard                                     | Béhuard                       |                          | 47° 22′ 47″ nord, 0° 38′ 36″ ouest | « PA00108973 »                | Classé                        | 1862                | Église Notre-Dame de Béhuard                                     |
| Église Notre-Dame de Champ-sur-Layon                             | Bellevigne-en-Layon           |                          | 47° 15′ 58″ nord, 0° 34′ 38″ ouest |                               |                               |                     | Image manquante Téléverser                                       |
| Église de Faveraye                                               | Bellevigne-en-Layon           |                          | 47° 15′ 08″ nord, 0° 30′ 03″ ouest |                               |                               |                     | Église de Faveraye                                               |
| Église Saint-Pierre-aux-Liens de Mâchelles                       | Bellevigne-en-Layon           |                          | 47° 14′ 18″ nord, 0° 29′ 56″ ouest |                               |                               |                     | Église Saint-Pierre-aux-Liens de Mâchelles                       |
| Église Notre-Dame de Faye-d'Anjou                                | Bellevigne-en-Layon           |                          | 47° 17′ 40″ nord, 0° 31′ 18″ ouest |                               |                               |                     | Image manquante Téléverser                                       |
| Église Saint-Pierre de Rablay-sur-Layon                          | Bellevigne-en-Layon           |                          | 47° 17′ 42″ nord, 0° 34′ 34″ ouest |                               |                               |                     | Église Saint-Pierre de Rablay-sur-Layon                          |
| Église Saint-Pierre de Thouarcé                                  | Bellevigne-en-Layon           |                          | 47° 16′ 02″ nord, 0° 30′ 11″ ouest |                               |                               |                     | Église Saint-Pierre de Thouarcé                                  |
| Église Saint-Aubin de Blaison                                    | Blaison-Saint-Sulpice         |                          | 47° 24′ 01″ nord, 0° 22′ 14″ ouest | « PA00108975 »                | Classé                        | 1914                | Église Saint-Aubin de Blaison                                    |
| Église Saint-Sulpice de Saint-Sulpice                            | Blaison-Saint-Sulpice         |                          | 47° 23′ 59″ nord, 0° 25′ 04″ ouest | « PA00109420 »                | Inscrit                       | 1990                | Image manquante Téléverser                                       |
| Église Notre-Dame de Blou                                        | Blou                          |                          | 47° 21′ 42″ nord, 0° 02′ 21″ ouest | « PA00108976 »                | Classé                        | 1909                | Église Notre-Dame de Blou                                        |
| Église Saint-Gervais-et-Saint-Protais de Brion                   | Les Bois-d'Anjou              |                          | 47° 26′ 36″ nord, 0° 09′ 24″ ouest | « PA00108991 »                | Classé                        | 1910                | Église Saint-Gervais-et-Saint-Protais de Brion                   |
| Église Saint-Martin-de-Vertou de Fontaine-Guérin                 | Les Bois-d'Anjou              |                          | 47° 29′ 11″ nord, 0° 11′ 19″ ouest | « PA00109106 »                | Inscrit                       | 1926                | Église Saint-Martin-de-Vertou de Fontaine-Guérin                 |
| Église Saint-Georges de Saint-Georges-du-Bois                    | Les Bois-d'Anjou              |                          | 47° 29′ 51″ nord, 0° 13′ 35″ ouest | « PA00109266 »                | Classé                        | 1963                | Image manquante Téléverser                                       |
| Église Saint-Symphorien de Bouchemaine                           | Bouchemaine                   |                          | 47° 25′ 20″ nord, 0° 36′ 32″ ouest | « PA00108980 »                | Inscrit                       | 1972                | Église Saint-Symphorien de Bouchemaine                           |
| Église Saint-Aubin de Pruniers                                   | Bouchemaine                   |                          | 47° 26′ 53″ nord, 0° 36′ 17″ ouest |                               |                               |                     | Image manquante Téléverser                                       |
| Église Saint-Maurille de Bouillé-Ménard                          | Bouillé-Ménard                |                          | 47° 44′ 32″ nord, 0° 58′ 00″ ouest |                               |                               |                     | Église Saint-Maurille de Bouillé-Ménard                          |
| Église Saint-Symphorien du Bourg-d'Iré                           | Le Bourg-d'Iré                |                          | 47° 40′ 48″ nord, 0° 58′ 03″ ouest |                               |                               |                     | Église Saint-Symphorien du Bourg-d'Iré                           |
| Église Saint-Jacques-et-Saint-Christophe de Bourg-l'Évêque       | Bourg-l'Évêque                |                          | 47° 44′ 10″ nord, 1° 00′ 40″ ouest |                               |                               |                     | Église Saint-Jacques-et-Saint-Christophe de Bourg-l'Évêque       |
| Église Saint-Maurille de Brain-sur-Allonnes                      | Brain-sur-Allonnes            |                          | 47° 18′ 07″ nord, 0° 03′ 55″ est   |                               |                               |                     | Église Saint-Maurille de Brain-sur-Allonnes                      |
| Église Notre-Dame de Breil                                       | Breil                         |                          | 47° 28′ 31″ nord, 0° 09′ 26″ est   |                               |                               |                     | Église Notre-Dame de Breil                                       |
| Église Saint-Étienne de La Breille-les-Pins                      | La Breille-les-Pins           |                          | 47° 20′ 27″ nord, 0° 04′ 37″ est   |                               |                               |                     | Église Saint-Étienne de La Breille-les-Pins                      |
| Église Saint-Vincent de Brézé                                    | Brézé                         |                          | 47° 10′ 19″ nord, 0° 03′ 32″ ouest | « PA49000067 »                | Inscrit                       | 2007                | Église Saint-Vincent de Brézé                                    |
| Église Saint-Marcel de Briollay                                  | Briollay                      |                          | 47° 33′ 49″ nord, 0° 30′ 35″ ouest |                               |                               |                     | Église Saint-Marcel de Briollay                                  |
| Église Saint-Aubin des Alleuds                                   | Brissac Loire Aubance         |                          | 47° 19′ 06″ nord, 0° 24′ 33″ ouest |                               |                               |                     | Église Saint-Aubin des Alleuds                                   |
| Église Saint-Vincent de Brissac                                  | Brissac Loire Aubance         |                          | 47° 21′ 19″ nord, 0° 26′ 57″ ouest | « PA00108995 »                | Classé                        | 1978                | Église Saint-Vincent de Brissac                                  |
| Église Saint-Pierre de Charcé                                    | Brissac Loire Aubance         |                          | 47° 21′ 22″ nord, 0° 24′ 42″ ouest | « PA49000028 »                | Inscrit                       | 2001                | Église Saint-Pierre de Charcé                                    |
| Église Saint-Aubin de Chemellier                                 | Brissac Loire Aubance         |                          | 47° 20′ 21″ nord, 0° 21′ 32″ ouest |                               |                               |                     | Église Saint-Aubin de Chemellier                                 |
| Ancienne église Saint-Pierre de Coutures                         | Brissac Loire Aubance         |                          | 47° 21′ 46″ nord, 0° 21′ 17″ ouest | « PA00109069 »                | Inscrit                       | 1975                | Ancienne église Saint-Pierre de Coutures                         |
| Nouvelle église Saint-Pierre de Coutures                         | Brissac Loire Aubance         |                          | 47° 21′ 45″ nord, 0° 21′ 18″ ouest |                               |                               |                     | Nouvelle église Saint-Pierre de Coutures                         |
| Église Notre-Dame-de-l'Assomption de Luigné                      | Brissac Loire Aubance         |                          | 47° 17′ 02″ nord, 0° 23′ 30″ ouest |                               |                               |                     | Église Notre-Dame-de-l'Assomption de Luigné                      |
| Église Saint-Alman de Quincé                                     | Brissac Loire Aubance         |                          | 47° 20′ 59″ nord, 0° 26′ 49″ ouest | « PA49000027 »                | Inscrit                       | 2001                | Église Saint-Alman de Quincé                                     |
| Église Saint-Rémy de Saint-Rémy-la-Varenne                       | Brissac Loire Aubance         |                          | 47° 23′ 52″ nord, 0° 18′ 57″ ouest | « PA00109290 »                | Classé                        | 1974                | Église Saint-Rémy de Saint-Rémy-la-Varenne                       |
| Église Saint-Saturnin de Saint-Saturnin-sur-Loire                | Brissac Loire Aubance         |                          | 47° 23′ 41″ nord, 0° 26′ 13″ ouest |                               |                               |                     | Église Saint-Saturnin de Saint-Saturnin-sur-Loire                |
| Église Saint-Maxenceul de Saulgé-l'Hôpital                       | Brissac Loire Aubance         |                          | 47° 17′ 49″ nord, 0° 22′ 56″ ouest |                               |                               |                     | Église Saint-Maxenceul de Saulgé-l'Hôpital                       |
| Église Notre-Dame de Vauchrétien                                 | Brissac Loire Aubance         |                          | 47° 19′ 53″ nord, 0° 28′ 37″ ouest |                               |                               |                     | Église Notre-Dame de Vauchrétien                                 |
| Église Saint-Nicolas de Brossay                                  | Brossay                       |                          | 47° 09′ 48″ nord, 0° 12′ 49″ ouest |                               |                               |                     | Église Saint-Nicolas de Brossay                                  |
| Église Saint-Denis de Candé                                      | Candé                         |                          | 47° 33′ 36″ nord, 1° 02′ 30″ ouest |                               |                               |                     | Église Saint-Denis de Candé                                      |
| Église Saint-Hilaire de Cantenay-Épinard                         | Cantenay-Épinard              |                          | 47° 31′ 51″ nord, 0° 34′ 10″ ouest |                               |                               |                     | Église Saint-Hilaire de Cantenay-Épinard                         |
| Église Saint-Martin de Carbay                                    | Carbay                        |                          | 47° 43′ 55″ nord, 1° 13′ 08″ ouest |                               |                               |                     | Église Saint-Martin de Carbay                                    |
| Église Saint-Nicolas de Cernusson                                | Cernusson                     |                          | 47° 10′ 31″ nord, 0° 28′ 57″ ouest |                               |                               |                     | Église Saint-Nicolas de Cernusson                                |
| Église Saint-Jean-Baptiste des Cerqueux                          | Les Cerqueux                  |                          | 46° 59′ 58″ nord, 0° 38′ 32″ ouest |                               |                               |                     | Église Saint-Jean-Baptiste des Cerqueux                          |
| Église Sainte-Radegonde de Chacé                                 | Chacé                         |                          | 47° 12′ 55″ nord, 0° 04′ 34″ ouest |                               |                               |                     | Église Sainte-Radegonde de Chacé                                 |
| Église Notre-Dame de Challain-la-Potherie                        | Challain-la-Potherie          |                          | 47° 38′ 09″ nord, 1° 02′ 42″ ouest |                               |                               |                     | Église Notre-Dame de Challain-la-Potherie                        |
| Église Notre-Dame de Chalonnes-sur-Loire                         | Chalonnes-sur-Loire           |                          | 47° 21′ 15″ nord, 0° 46′ 02″ ouest |                               |                               |                     | Église Notre-Dame de Chalonnes-sur-Loire                         |
| Église Saint-Maurille de Chalonnes-sur-Loire                     | Chalonnes-sur-Loire           |                          | 47° 21′ 08″ nord, 0° 45′ 28″ ouest | « PA00109008 »                | Classé                        | 1909                | Église Saint-Maurille de Chalonnes-sur-Loire                     |
| Église Saint-Aubin de Chambellay                                 | Chambellay                    |                          | 47° 41′ 23″ nord, 0° 40′ 57″ ouest |                               |                               |                     | Église Saint-Aubin de Chambellay                                 |
| Église Saint-Pierre de Champtocé-sur-Loire                       | Champtocé-sur-Loire           |                          | 47° 24′ 43″ nord, 0° 51′ 52″ ouest | « PA00109021 »                | Inscrit                       | 1972                | Église Saint-Pierre de Champtocé-sur-Loire                       |
| Église Saint-Michel de Chanteloup-les-Bois                       | Chanteloup-les-Bois           |                          | 47° 05′ 42″ nord, 0° 41′ 05″ ouest |                               |                               |                     | Église Saint-Michel de Chanteloup-les-Bois                       |
| Église Notre-Dame de La Chapelle-Saint-Laud                      | La Chapelle-Saint-Laud        |                          | 47° 36′ 38″ nord, 0° 18′ 33″ ouest |                               |                               |                     | Image manquante Téléverser                                       |
| Église Notre-Dame de Châteauneuf-sur-Sarthe                      | Châteauneuf-sur-Sarthe        |                          | 47° 40′ 52″ nord, 0° 29′ 06″ ouest | « PA00109033 »                | Inscrit                       | 1972                | Église Notre-Dame de Châteauneuf-sur-Sarthe                      |
| Église Saint-Pierre de Chaudefonds-sur-Layon                     | Chaudefonds-sur-Layon         |                          | 47° 19′ 30″ nord, 0° 42′ 23″ ouest |                               |                               |                     | Image manquante Téléverser                                       |
| Église Saint-Julien de Chazé-sur-Argos                           | Chazé-sur-Argos               |                          | 47° 37′ 03″ nord, 0° 53′ 34″ ouest |                               |                               |                     | Église Saint-Julien de Chazé-sur-Argos                           |
| Église Notre-Dame de Cheffes                                     | Cheffes                       |                          | 47° 37′ 15″ nord, 0° 30′ 25″ ouest | « PA00109039 »                | Classé                        | 1974                | Église Notre-Dame de Cheffes                                     |
| Église Saint-Pierre de Chanzeaux                                 | Chemillé-en-Anjou             |                          | 47° 15′ 51″ nord, 0° 38′ 39″ ouest | « PA00109024 »                | Inscrit                       | 1972                | Église Saint-Pierre de Chanzeaux                                 |
| Église Saint-Jacques de La Chapelle-Rousselin                    | Chemillé-en-Anjou             |                          | 47° 12′ 45″ nord, 0° 47′ 44″ ouest |                               |                               |                     | Église Saint-Jacques de La Chapelle-Rousselin                    |
| Église Notre-Dame de Chemillé                                    | Chemillé-en-Anjou             |                          | 47° 12′ 45″ nord, 0° 43′ 51″ ouest | « PA00109042 »                | Classé                        | 1862 1914 1929      | Église Notre-Dame de Chemillé                                    |
| Église Notre-Dame la Neuve de Chemillé                           | Chemillé-en-Anjou             |                          | 47° 12′ 37″ nord, 0° 43′ 38″ ouest | « PA49000057 »                | Inscrit                       | 2006                | Église Notre-Dame la Neuve de Chemillé                           |
| Église Saint-Pierre de Chemillé                                  | Chemillé-en-Anjou             |                          | 47° 12′ 37″ nord, 0° 43′ 38″ ouest | « PA00132975 »                | Classé                        | 1969                | Église Saint-Pierre de Chemillé                                  |
| Église Saint-Clément de Cossé-d'Anjou                            | Chemillé-en-Anjou             |                          | 47° 09′ 46″ nord, 0° 40′ 47″ ouest |                               |                               |                     | Église Saint-Clément de Cossé-d'Anjou                            |
| Église Saint-Pierre de La Jumellière                             | Chemillé-en-Anjou             |                          | 47° 16′ 52″ nord, 0° 43′ 53″ ouest |                               |                               |                     | Église Saint-Pierre de La Jumellière                             |
| Église Saint-Pierre de Neuvy-en-Mauges                           | Chemillé-en-Anjou             |                          | 47° 16′ 02″ nord, 0° 49′ 34″ ouest |                               |                               |                     | Église Saint-Pierre de Neuvy-en-Mauges                           |
| Église Sainte-Christine de Sainte-Christine                      | Chemillé-en-Anjou             |                          | 47° 17′ 12″ nord, 0° 50′ 51″ ouest |                               |                               |                     | Église Sainte-Christine de Sainte-Christine                      |
| Église abbatiale de l'abbaye de l'abbaye Notre-Dame des Gardes   | Chemillé-en-Anjou             |                          | 47° 09′ 12″ nord, 0° 44′ 15″ ouest |                               |                               |                     | Église abbatiale de l'abbaye de l'abbaye Notre-Dame des Gardes   |
| Église Saint-Georges (reconstruite en 2009)                      | Chemillé-en-Anjou             | Saint-Georges-des-Gardes | 47° 08′ 57″ nord, 0° 45′ 35″ ouest |                               |                               |                     | Image manquante Téléverser                                       |
| Église Saint-Lézin de Saint-Lézin                                | Chemillé-en-Anjou             |                          | 47° 15′ 00″ nord, 0° 46′ 21″ ouest |                               |                               |                     | Église Saint-Lézin de Saint-Lézin                                |
| Église Saint-Martin de La Salle-de-Vihiers                       | Chemillé-en-Anjou             |                          | 47° 09′ 23″ nord, 0° 38′ 15″ ouest |                               |                               |                     | Église Saint-Martin de La Salle-de-Vihiers                       |
| Église Saint-Vincent de La Tourlandry                            | Chemillé-en-Anjou             |                          | 47° 08′ 36″ nord, 0° 41′ 54″ ouest |                               |                               |                     | Église Saint-Vincent de La Tourlandry                            |
| Église Saint-Martin de Joué                                      | Chemillé-en-Anjou             |                          | 47° 12′ 47″ nord, 0° 35′ 40″ ouest |                               |                               |                     | Église Saint-Martin de Joué                                      |
| Église Saint-Martin de Champteussé-sur-Baconne                   | Chenillé-Champteussé          |                          | 47° 40′ 01″ nord, 0° 39′ 20″ ouest | « PA00109013 »                | Inscrit                       | 1968                | Église Saint-Martin de Champteussé-sur-Baconne                   |
| Église Saint-Pierre de Chenillé-Changé                           | Chenillé-Champteussé          |                          | 47° 42′ 02″ nord, 0° 40′ 00″ ouest | « PA49000002 »                | Inscrit                       | 1996                | Église Saint-Pierre de Chenillé-Changé                           |
| Église Notre-Dame de Cholet                                      | Cholet                        |                          | 47° 03′ 40″ nord, 0° 52′ 52″ ouest | « PA49000020 »                | Inscrit                       | 1999                | Église Notre-Dame de Cholet                                      |
| Église du Sacré-Cœur de Cholet                                   | Cholet                        |                          | 47° 04′ 00″ nord, 0° 53′ 14″ ouest | « PA00109417 »                | Classé                        | 1991                | Église du Sacré-Cœur de Cholet                                   |
| Église Sainte-Bernadette de Cholet                               | Cholet                        |                          | 47° 03′ 20″ nord, 0° 51′ 51″ ouest |                               |                               |                     | Église Sainte-Bernadette de Cholet                               |
| Église Saint-Louis-Marie-Grignon-de-Montfort de Cholet           | Cholet                        |                          | 47° 03′ 00″ nord, 0° 53′ 09″ ouest |                               |                               |                     | Église Saint-Louis-Marie-Grignon-de-Montfort de Cholet           |
| Église Saint-Pierre de Cholet                                    | Cholet                        |                          | 47° 03′ 39″ nord, 0° 52′ 28″ ouest |                               |                               |                     | Église Saint-Pierre de Cholet                                    |
| Église Saint-Emmeran du Puy-Saint-Bonnet                         | Cholet                        |                          | 46° 59′ 48″ nord, 0° 53′ 32″ ouest |                               |                               |                     | Église Saint-Emmeran du Puy-Saint-Bonnet                         |
| Église Saint-Denis de Cizay-la-Madeleine                         | Cizay-la-Madeleine            |                          | 47° 11′ 18″ nord, 0° 11′ 15″ ouest | « PA00109057 »                | Inscrit                       | 1972                | Église Saint-Denis de Cizay-la-Madeleine                         |
| Église Saint-Hilaire de Cléré-sur-Layon                          | Cléré-sur-Layon               |                          | 47° 05′ 31″ nord, 0° 25′ 18″ ouest |                               |                               |                     | Église Saint-Hilaire de Cléré-sur-Layon                          |
| Église Saint-Malo de Cornillé-les-Caves                          | Cornillé-les-Caves            |                          | 47° 29′ 59″ nord, 0° 18′ 02″ ouest |                               |                               |                     | Image manquante Téléverser                                       |
| Église Saint-Louis de Coron                                      | Coron                         |                          | 47° 07′ 40″ nord, 0° 38′ 44″ ouest |                               |                               |                     | Église Saint-Louis de Coron                                      |
| Église Saint-Germain de Corzé                                    | Corzé                         |                          | 47° 33′ 37″ nord, 0° 23′ 25″ ouest |                               |                               |                     | Église Saint-Germain de Corzé                                    |
| Église Notre-Dame du Coudray-Macouard                            | Le Coudray-Macouard           |                          | 47° 11′ 41″ nord, 0° 07′ 06″ ouest | « PA00109067 »                | Inscrit                       | 1968                | Église Notre-Dame du Coudray-Macouard                            |
| Église Saint-Clair de Courchamps                                 | Courchamps                    |                          | 47° 12′ 01″ nord, 0° 09′ 22″ ouest |                               |                               |                     | Église Saint-Clair de Courchamps                                 |
| Église Saint-Jacques de Courléon                                 | Courléon                      |                          | 47° 23′ 23″ nord, 0° 08′ 35″ est   |                               |                               |                     | Église Saint-Jacques de Courléon                                 |
| Église Notre-Dame de Denée                                       | Denée                         |                          | 47° 22′ 46″ nord, 0° 36′ 32″ ouest | « PA00109075 »                | Inscrit                       | 1968                | Église Notre-Dame de Denée                                       |
| Église Saint-Aubin de Dénezé-sous-Doué                           | Dénezé-sous-Doué              |                          | 47° 14′ 33″ nord, 0° 16′ 19″ ouest | « PA00109078 »                | Inscrit                       | 1972                | Église Saint-Aubin de Dénezé-sous-Doué                           |
| Église Notre-Dame de Chétigné                                    | Distré                        |                          | 47° 13′ 00″ nord, 0° 08′ 25″ ouest | « PA00109085 »                | Inscrit                       | 1963                | Image manquante Téléverser                                       |
| Église Saint-Julien de Distré                                    | Distré                        |                          | 47° 13′ 23″ nord, 0° 06′ 47″ ouest | « PA00109084 »                | Classé                        | 1914                | Église Saint-Julien de Distré                                    |
| Église Saint-Aubin de Brigné                                     | Doué-en-Anjou                 |                          | 47° 14′ 30″ nord, 0° 22′ 59″ ouest |                               |                               |                     | Image manquante Téléverser                                       |
| Église Saint-Hilaire de Concourson-sur-Layon                     | Doué-en-Anjou                 |                          | 47° 10′ 24″ nord, 0° 20′ 27″ ouest |                               |                               |                     | Église Saint-Hilaire de Concourson-sur-Layon                     |
| Église Saint-Maurice de Douces                                   | Doué-en-Anjou                 |                          | 47° 11′ 10″ nord, 0° 15′ 42″ ouest |                               |                               |                     | Image manquante Téléverser                                       |
| Église de la Chapelle de Doué-la-Fontaine                        | Doué-en-Anjou                 |                          | 47° 11′ 25″ nord, 0° 17′ 00″ ouest |                               |                               |                     | Image manquante Téléverser                                       |
| Église Saint-Denis de Doué-la-Fontaine                           | Doué-en-Anjou                 |                          | 47° 11′ 42″ nord, 0° 16′ 41″ ouest |                               |                               |                     | Église Saint-Denis de Doué-la-Fontaine                           |
| Église Saint-Pierre de Doué-la-Fontaine                          | Doué-en-Anjou                 |                          | 47° 11′ 36″ nord, 0° 16′ 39″ ouest |                               |                               |                     | Église Saint-Pierre de Doué-la-Fontaine                          |
| Église Saint-Laurent de Forges                                   | Doué-en-Anjou                 |                          | 47° 13′ 03″ nord, 0° 14′ 44″ ouest | « PA00109114 »                | Inscrit                       | 1973                | Église Saint-Laurent de Forges                                   |
| Église Notre-Dame-des-Sept-Douleurs de Linière                   | Doué-en-Anjou                 |                          | 47° 16′ 08″ nord, 0° 22′ 47″ ouest |                               |                               |                     | Image manquante Téléverser                                       |
| Église Saint-Pierre de Meigné                                    | Doué-en-Anjou                 |                          | 47° 13′ 55″ nord, 0° 12′ 35″ ouest | « PA00109180 »                | Inscrit                       | 1974                | Image manquante Téléverser                                       |
| Église Saint-Hilaire de Montfort                                 | Doué-en-Anjou                 |                          | 47° 11′ 48″ nord, 0° 12′ 33″ ouest |                               |                               |                     | Église Saint-Hilaire de Montfort                                 |
| Église Saint-Georges de Saint-Georges-sur-Layon                  | Doué-en-Anjou                 |                          | 47° 11′ 51″ nord, 0° 22′ 00″ ouest |                               |                               |                     | Église Saint-Georges de Saint-Georges-sur-Layon                  |
| Église Saint-Gilles de Soulanger                                 | Doué-en-Anjou                 |                          | 47° 11′ 41″ nord, 0° 18′ 11″ ouest |                               |                               |                     | Image manquante Téléverser                                       |
| Église Saint-Just des Verchers                                   | Doué-en-Anjou                 |                          | 47° 09′ 16″ nord, 0° 17′ 49″ ouest |                               |                               |                     | Église Saint-Just des Verchers                                   |
| Église Notre-Dame de Durtal                                      | Durtal                        |                          | 47° 40′ 15″ nord, 0° 14′ 41″ ouest |                               |                               |                     | Image manquante Téléverser                                       |
| Église Saint-Julien de Gouis                                     | Durtal                        |                          | 47° 40′ 23″ nord, 0° 13′ 34″ ouest |                               |                               |                     | Image manquante Téléverser                                       |
| Église Saint-Jean-Baptiste d'Écouflant                           | Écouflant                     |                          | 47° 31′ 41″ nord, 0° 31′ 48″ ouest |                               |                               |                     | Église Saint-Jean-Baptiste d'Écouflant                           |
| Église Saint-Martin-de-Vertou d'Écuillé                          | Écuillé                       |                          | 47° 36′ 58″ nord, 0° 33′ 45″ ouest |                               |                               |                     | Image manquante Téléverser                                       |
| Église Saint-Pierre d'Épieds                                     | Épieds                        |                          | 47° 08′ 38″ nord, 0° 02′ 48″ ouest |                               |                               |                     | Église Saint-Pierre d'Épieds                                     |
| Église Saint-Didier de Brain-sur-Longuenée                       | Erdre-en-Anjou                |                          | 47° 35′ 06″ nord, 0° 45′ 42″ ouest | « PA49000056 »                | Inscrit                       | 2007                | Église Saint-Didier de Brain-sur-Longuenée                       |
| Église Saint-Pierre-et-Saint-Paul de Gené                        | Erdre-en-Anjou                |                          | 47° 37′ 51″ nord, 0° 48′ 07″ ouest |                               |                               |                     | Église Saint-Pierre-et-Saint-Paul de Gené                        |
| Église Saint-Victor de La Pouëze                                 | Erdre-en-Anjou                |                          | 47° 33′ 09″ nord, 0° 48′ 37″ ouest |                               |                               |                     | Église Saint-Victor de La Pouëze                                 |
| Église Saint-Gervais-et-Saint-Protais de Vern-d'Anjou            | Erdre-en-Anjou                |                          | 47° 36′ 00″ nord, 0° 50′ 01″ ouest |                               |                               |                     | Église Saint-Gervais-et-Saint-Protais de Vern-d'Anjou            |
| Église Saint-Hilaire d'Étriché                                   | Étriché                       |                          | 47° 39′ 02″ nord, 0° 26′ 41″ ouest |                               |                               |                     | Église Saint-Hilaire d'Étriché                                   |
| Église Saint-Martin de Feneu                                     | Feneu                         |                          | 47° 34′ 14″ nord, 0° 35′ 38″ ouest |                               |                               |                     | Église Saint-Martin de Feneu                                     |
| Église Saint-Michel de Fontevraud-l'Abbaye                       | Fontevraud-l'Abbaye           |                          | 47° 10′ 54″ nord, 0° 02′ 58″ est   | « PA00109112 »                | Classé                        | 1955                | Église Saint-Michel de Fontevraud-l'Abbaye                       |
| Église Saint-Pierre de Freigné                                   | Freigné                       |                          | 47° 32′ 57″ nord, 1° 07′ 22″ ouest |                               |                               |                     | Image manquante Téléverser                                       |
| Église Saint-Germain de Juigné-sur-Loire                         | Les Garennes sur Loire        |                          | 47° 24′ 28″ nord, 0° 28′ 31″ ouest | « PA00109141 »                | Classé Inscrit                | 1965                | Image manquante Téléverser                                       |
| Église Saint-Jean-Baptiste de Saint-Jean-des-Mauvrets            | Les Garennes sur Loire        |                          | 47° 23′ 48″ nord, 0° 27′ 06″ ouest |                               |                               |                     | Image manquante Téléverser                                       |
| Église Saint-Gervais-et-Saint-Protais de Bessé                   | Gennes-Val de Loire           |                          | 47° 21′ 29″ nord, 0° 15′ 32″ ouest | « PA00109374 »                | Inscrit                       | 1964                | Image manquante Téléverser                                       |
| Église Notre-Dame de Cunault                                     | Gennes-Val de Loire           |                          | 47° 19′ 46″ nord, 0° 12′ 02″ ouest | « PA00109380 »                | Classé                        | 1846                | Église Notre-Dame de Cunault                                     |
| Église Saint-Maxenceul de Cunault                                | Gennes-Val de Loire           |                          | 47° 19′ 43″ nord, 0° 12′ 07″ ouest | « PA00109382 »                | Classé                        | 1946                | Église Saint-Maxenceul de Cunault                                |
| Église Saint-Eusèbe de Gennes                                    | Gennes-Val de Loire           |                          | 47° 20′ 33″ nord, 0° 13′ 59″ ouest | « PA00109123 »                | Classé                        | 1862                | Église Saint-Eusèbe de Gennes                                    |
| Église Saint-Vétérin de Gennes                                   | Gennes-Val de Loire           |                          | 47° 20′ 15″ nord, 0° 13′ 54″ ouest | « PA00109124 »                | Classé                        | 1862                | Église Saint-Vétérin de Gennes                                   |
| Église Saint-Hilaire de Grézillé                                 | Gennes-Val de Loire           |                          | 47° 19′ 33″ nord, 0° 20′ 46″ ouest |                               |                               |                     | Église Saint-Hilaire de Grézillé                                 |
| Église Saint-Barnabé de Saint-Georges-des-Sept-Voies             | Gennes-Val de Loire           |                          | 47° 20′ 50″ nord, 0° 17′ 25″ ouest | « PA00109263 »                | Classé Inscrit                | 1958                | Église Saint-Barnabé de Saint-Georges-des-Sept-Voies             |
| Église de Saint-Pierre-en-Vaux de Saint-Georges-des-Sept-Voies   | Gennes-Val de Loire           |                          | 47° 20′ 06″ nord, 0° 17′ 04″ ouest | « PA00109264 »                | Inscrit                       | 1984                | Image manquante Téléverser                                       |
| Église Saint-Genulf du Thoureil                                  | Gennes-Val de Loire           |                          | 47° 22′ 17″ nord, 0° 15′ 56″ ouest | « PA00109373 »                | Classé                        | 1905 1914           | Église Saint-Genulf du Thoureil                                  |
| Église Saint-Aubin de Trèves                                     | Gennes-Val de Loire           |                          | 47° 19′ 22″ nord, 0° 11′ 17″ ouest | « PA00109381 »                | Classé                        | 1862                | Église Saint-Aubin de Trèves                                     |
| Église Notre-Dame des Tuffeaux                                   | Gennes-Val de Loire           |                          | 47° 18′ 37″ nord, 0° 09′ 22″ ouest | « PA00109045 »                | Classé                        | 1914                | Église Notre-Dame des Tuffeaux                                   |
| Église Saint-Martin-de-Vertou de Grez-Neuville                   | Grez-Neuville                 |                          | 47° 36′ 11″ nord, 0° 41′ 15″ ouest | « PA00109132 »                | Inscrit                       | 1972                | Église Saint-Martin-de-Vertou de Grez-Neuville                   |
| Église Notre-Dame de Brissarthe                                  | Les Hauts-d'Anjou             |                          | 47° 42′ 02″ nord, 0° 26′ 56″ ouest | « PA00108998 »                | Inscrit                       | 1965                | Église Notre-Dame de Brissarthe                                  |
| Église Saint-Martin-de-Vertou de Champigné                       | Les Hauts-d'Anjou             |                          | 47° 39′ 51″ nord, 0° 34′ 16″ ouest |                               |                               |                     | Image manquante Téléverser                                       |
| Église Saint-Pierre de Cherré                                    | Les Hauts-d'Anjou             |                          | 47° 42′ 41″ nord, 0° 33′ 43″ ouest |                               |                               |                     | Église Saint-Pierre de Cherré                                    |
| Église Notre-Dame de Contigné                                    | Les Hauts-d'Anjou             |                          | 0° 31′ 05″ sud, 47° 43′ 47″ est    |                               |                               |                     | Église Notre-Dame de Contigné                                    |
| Église Saint-Jean-Baptiste de Sœurdres                           | Les Hauts-d'Anjou             |                          | 0° 34′ 25″ sud, 47° 44′ 19″ est    |                               |                               |                     | Église Saint-Jean-Baptiste de Sœurdres                           |
| Église Saint-Martin-de-Vertou de Querré                          | Les Hauts-d'Anjou             |                          | 0° 37′ 17″ sud, 47° 40′ 45″ est    |                               |                               |                     | Église Saint-Martin-de-Vertou de Querré                          |
| Église Saint-Jean-Baptiste de Huillé                             | Huillé                        |                          | 47° 38′ 51″ nord, 0° 18′ 16″ ouest | « PA00109136 »                | Inscrit                       | 1980                | Image manquante Téléverser                                       |
| Église Notre-Dame du Fresne-sur-Loire                            | Ingrandes-Le Fresne sur Loire |                          | 47° 24′ 03″ nord, 0° 55′ 37″ ouest |                               |                               |                     | Église Notre-Dame du Fresne-sur-Loire                            |
| Église Notre-Dame d'Ingrandes                                    | Ingrandes-Le Fresne sur Loire |                          | 47° 24′ 09″ nord, 0° 55′ 19″ ouest |                               |                               |                     | Image manquante Téléverser                                       |
| Église Saint-Loup de La Jaille-Yvon                              | La Jaille-Yvon                |                          | 47° 43′ 20″ nord, 0° 40′ 10″ ouest |                               |                               |                     | Image manquante Téléverser                                       |
| Église Saint-Martin de Beauvau                                   | Jarzé Villages                |                          | 47° 34′ 46″ nord, 0° 15′ 20″ ouest | « PA00108968 »                | Inscrit                       | 1968                | Église Saint-Martin de Beauvau                                   |
| Église Saint-Pierre de Chaumont-d'Anjou                          | Jarzé Villages                |                          | 47° 32′ 23″ nord, 0° 16′ 53″ ouest |                               |                               |                     | Image manquante Téléverser                                       |
| Église Saint-Cyr-et-Sainte-Julitte de Jarzé                      | Jarzé Villages                |                          | 47° 33′ 19″ nord, 0° 13′ 52″ ouest | « PA00109139 »                | Classé                        | 1967                | Église Saint-Cyr-et-Sainte-Julitte de Jarzé                      |
| Église Sainte-Marie de Lué-en-Baugeois                           | Jarzé Villages                |                          | 47° 31′ 37″ nord, 0° 16′ 41″ ouest | « PA00109164 »                | Inscrit                       | 1968                | Église Sainte-Marie de Lué-en-Baugeois                           |
| Église Notre-Dame de Juvardeil                                   | Juvardeil                     |                          | 47° 39′ 20″ nord, 0° 29′ 47″ ouest |                               |                               |                     | Église Notre-Dame de Juvardeil                                   |
| Église Saint-Jean de La Lande-Chasles                            | La Lande-Chasles              |                          | 47° 28′ 12″ nord, 0° 04′ 00″ ouest | « PA00109145 »                | Inscrit                       | 1984                | Église Saint-Jean de La Lande-Chasles                            |
| Église Saint-Jean-Baptiste de Lézigné                            | Lézigné                       |                          | 47° 38′ 13″ nord, 0° 17′ 42″ ouest |                               |                               |                     | Église Saint-Jean-Baptiste de Lézigné                            |
| Église Saint-Aubin d'Andigné                                     | Le Lion-d'Angers              |                          | 47° 39′ 57″ nord, 0° 46′ 47″ ouest |                               |                               |                     | Image manquante Téléverser                                       |
| Église Saint-Martin du Lion-d'Angers                             | Le Lion-d'Angers              |                          | 47° 37′ 41″ nord, 0° 42′ 48″ ouest | « PA00109148 »                | Classé Inscrit                | 1980                | Église Saint-Martin du Lion-d'Angers                             |
| Église Saint-Caprais-et-Saint-Laurent de Loiré                   | Loiré                         |                          | 47° 36′ 51″ nord, 0° 58′ 44″ ouest |                               |                               |                     | Église Saint-Caprais-et-Saint-Laurent de Loiré                   |
| Église Saint-Symphorien d'Andard                                 | Loire-Authion                 |                          | 47° 27′ 27″ nord, 0° 23′ 50″ ouest | « PA00108857 »                | Inscrit                       | 1957                | Église Saint-Symphorien d'Andard                                 |
| Église Saint-Sébastien de Bauné                                  | Loire-Authion                 |                          | 47° 29′ 57″ nord, 0° 19′ 02″ ouest |                               |                               |                     | Image manquante Téléverser                                       |
| Église Saint-Aubin de La Bohalle                                 | Loire-Authion                 |                          | 47° 25′ 15″ nord, 0° 23′ 28″ ouest | « PA00108978 »                | Inscrit                       | 1975                | Église Saint-Aubin de La Bohalle                                 |
| Église Saint-Pierre de Brain-sur-l'Authion                       | Loire-Authion                 |                          | 47° 26′ 46″ nord, 0° 24′ 41″ ouest | « PA00108985 »                | Inscrit                       | 1986                | Église Saint-Pierre de Brain-sur-l'Authion                       |
| Église Saint-Blaise de Corné                                     | Loire-Authion                 |                          | 47° 28′ 16″ nord, 0° 21′ 04″ ouest | « PA00109062 »                | Inscrit                       | 1972                | Église Saint-Blaise de Corné                                     |
| Église Saint-Blaise-Saint-Nicolas de La Daguenière               | Loire-Authion                 |                          | 47° 25′ 12″ nord, 0° 26′ 11″ ouest |                               |                               |                     | Église Saint-Blaise-Saint-Nicolas de La Daguenière               |
| Église Saint-Mathurin de Saint-Mathurin-sur-Loire                | Loire-Authion                 |                          | 47° 24′ 35″ nord, 0° 19′ 12″ ouest | « PA00109431 »                | Inscrit                       | 1991                | Église Saint-Mathurin de Saint-Mathurin-sur-Loire                |
| Église Saint-Pierre de Jumelles                                  | Longué-Jumelles               |                          | 47° 26′ 06″ nord, 0° 06′ 15″ ouest |                               |                               |                     | Image manquante Téléverser                                       |
| Église Notre-Dame-de-la-Légion-d'honneur                         | Longué-Jumelles               |                          | 47° 22′ 42″ nord, 0° 06′ 48″ ouest |                               |                               |                     | Église Notre-Dame-de-la-Légion-d'honneur                         |
| Église Saint-Venant de La Meignanne                              | Longuenée-en-Anjou            |                          | 47° 31′ 09″ nord, 0° 40′ 06″ ouest |                               |                               |                     | Église Saint-Venant de La Meignanne                              |
| Église Saint-Pierre de La Membrolle-sur-Longuenée                | Longuenée-en-Anjou            |                          | 47° 33′ 42″ nord, 0° 40′ 22″ ouest |                               |                               |                     | Image manquante Téléverser                                       |
| Église Saint-Pierre du Plessis-Macé                              | Longuenée-en-Anjou            |                          | 47° 32′ 38″ nord, 0° 40′ 28″ ouest |                               |                               |                     | Église Saint-Pierre du Plessis-Macé                              |
| Église Saint-Symphorien de Pruillé                               | Longuenée-en-Anjou            |                          | 47° 34′ 37″ nord, 0° 39′ 43″ ouest |                               |                               |                     | Église Saint-Symphorien de Pruillé                               |
| Église Saint-Pierre de Louresse                                  | Louresse-Rochemenier          |                          | 47° 14′ 24″ nord, 0° 18′ 47″ ouest |                               |                               |                     | Image manquante Téléverser                                       |
| Église Sainte-Madeleine-et-Saint-Jean de Rochemenier             | Louresse-Rochemenier          |                          | 47° 13′ 59″ nord, 0° 17′ 44″ ouest | « PA00109160 »                | Inscrit                       | 1972                | Église Sainte-Madeleine-et-Saint-Jean de Rochemenier             |
| Église de la Madeleine-et-Saint-Jean de Varenne                  | Louresse-Rochemenier          |                          | 47° 13′ 44″ nord, 0° 17′ 02″ ouest | « PA00109161 »                | Inscrit                       | 1977                | Église de la Madeleine-et-Saint-Jean de Varenne                  |
| Église Saint-Martin-de-Vertou des Cerqueux-sous-Passavant        | Lys-Haut-Layon                |                          | 47° 06′ 29″ nord, 0° 27′ 59″ ouest |                               |                               |                     | Église Saint-Martin-de-Vertou des Cerqueux-sous-Passavant        |
| Église Saint-Hilaire de La Fosse-de-Tigné                        | Lys-Haut-Layon                |                          | 47° 10′ 57″ nord, 0° 25′ 48″ ouest |                               |                               |                     | Image manquante Téléverser                                       |
| Église Saint-Hilaire de Nueil-sur-Layon                          | Lys-Haut-Layon                |                          | 47° 07′ 03″ nord, 0° 21′ 51″ ouest |                               |                               |                     | Église Saint-Hilaire de Nueil-sur-Layon                          |
| Église Saint-Hilaire de Saint-Hilaire-du-Bois                    | Lys-Haut-Layon                |                          | 47° 07′ 32″ nord, 0° 33′ 07″ ouest |                               |                               |                     | Église Saint-Hilaire de Saint-Hilaire-du-Bois                    |
| Église Saint-Pierre de Tancoigné                                 | Lys-Haut-Layon                |                          | 47° 10′ 32″ nord, 0° 24′ 33″ ouest |                               |                               |                     | Image manquante Téléverser                                       |
| Église Saint-Pierre de Tigné                                     | Lys-Haut-Layon                |                          | 47° 12′ 03″ nord, 0° 25′ 43″ ouest |                               |                               |                     | Église Saint-Pierre de Tigné                                     |
| Église Saint-Fiacre de Trémont                                   | Lys-Haut-Layon                |                          | 47° 09′ 26″ nord, 0° 26′ 47″ ouest |                               |                               |                     | Image manquante Téléverser                                       |
| Église Saint-Nicolas de Vihiers                                  | Lys-Haut-Layon                |                          | 47° 08′ 39″ nord, 0° 32′ 09″ ouest |                               |                               |                     | Église Saint-Nicolas de Vihiers                                  |
| Église Saint-Pierre du Voide                                     | Lys-Haut-Layon                |                          | 47° 09′ 46″ nord, 0° 32′ 53″ ouest |                               |                               |                     | Église Saint-Pierre du Voide                                     |
| Église Saint-Martin-de-Tours de Marcé                            | Marcé                         |                          | 47° 34′ 49″ nord, 0° 19′ 39″ ouest | « PA00109166 »                | Inscrit                       | 1972                | Église Saint-Martin-de-Tours de Marcé                            |
| Église Saint-Pontien de Marigné                                  | Marigné                       |                          | 47° 43′ 22″ nord, 0° 37′ 04″ ouest | « PA00109170 »                | Inscrit                       | 1971                | Église Saint-Pontien de Marigné                                  |
| Église Saint-Jacques de Beausse                                  | Mauges-sur-Loire              |                          | 47° 19′ 12″ nord, 0° 55′ 38″ ouest |                               |                               |                     | Église Saint-Jacques de Beausse                                  |
| Église Saint-Gilles de Botz-en-Mauges                            | Mauges-sur-Loire              |                          | 47° 18′ 24″ nord, 1° 00′ 05″ ouest |                               |                               |                     | Église Saint-Gilles de Botz-en-Mauges                            |
| Église Notre-Dame de Bourgneuf-en-Mauges                         | Mauges-sur-Loire              |                          | 47° 18′ 41″ nord, 0° 50′ 06″ ouest |                               |                               |                     | Église Notre-Dame de Bourgneuf-en-Mauges                         |
| Église Saint-Christophe de La Chapelle-Saint-Florent             | Mauges-sur-Loire              |                          | 47° 20′ 03″ nord, 1° 03′ 20″ ouest |                               |                               |                     | Église Saint-Christophe de La Chapelle-Saint-Florent             |
| Église Notre-Dame du Marillais                                   | Mauges-sur-Loire              |                          | 47° 21′ 42″ nord, 1° 02′ 01″ ouest |                               |                               |                     | Église Notre-Dame du Marillais                                   |
| Église Saint-Jean-Baptiste du Marillais                          | Mauges-sur-Loire              |                          | 47° 21′ 29″ nord, 1° 04′ 24″ ouest |                               |                               |                     | Église Saint-Jean-Baptiste du Marillais                          |
| Église Notre-Dame du Mesnil-en-Vallée                            | Mauges-sur-Loire              |                          | 47° 21′ 54″ nord, 0° 56′ 07″ ouest |                               |                               |                     | Église Notre-Dame du Mesnil-en-Vallée                            |
| Église Saint-Symphorien de Montjean-sur-Loire                    | Mauges-sur-Loire              |                          | 47° 23′ 19″ nord, 0° 51′ 37″ ouest |                               |                               |                     | Église Saint-Symphorien de Montjean-sur-Loire                    |
| Église Saint-Martin-de-Vertou de La Pommeraye                    | Mauges-sur-Loire              |                          | 47° 21′ 23″ nord, 0° 51′ 34″ ouest |                               |                               |                     | Église Saint-Martin-de-Vertou de La Pommeraye                    |
| Abbaye de Saint-Florent-le-Vieil                                 | Mauges-sur-Loire              |                          | 47° 21′ 47″ nord, 1° 01′ 04″ ouest | « PA00109258 »                | Inscrit Classé Inscrit Classé | 1952 1974 1993 1999 | Abbaye de Saint-Florent-le-Vieil                                 |
| Église Saint-Laurent de Saint-Laurent-de-la-Plaine               | Mauges-sur-Loire              |                          | 47° 18′ 58″ nord, 0° 48′ 11″ ouest |                               |                               |                     | Église Saint-Laurent de Saint-Laurent-de-la-Plaine               |
| Église Saint-Laurent de Saint-Laurent-du-Mottay                  | Mauges-sur-Loire              |                          | 47° 21′ 05″ nord, 0° 57′ 00″ ouest |                               |                               |                     | Église Saint-Laurent de Saint-Laurent-du-Mottay                  |
| Église Saint-Jean-Baptiste de Maulévrier                         | Maulévrier                    |                          | 47° 00′ 30″ nord, 0° 44′ 41″ ouest |                               |                               |                     | Église Saint-Jean-Baptiste de Maulévrier                         |
| Église Saint-Michel du May-sur-Èvre                              | Le May-sur-Èvre               |                          | 47° 08′ 15″ nord, 0° 53′ 31″ ouest | « PA00109178 »                | Inscrit                       | 1973                | Église Saint-Michel du May-sur-Èvre                              |
| Église Notre-Dame de Fontaine-Milon                              | Mazé-Milon                    |                          | 47° 30′ 09″ nord, 0° 14′ 54″ ouest |                               |                               |                     | Image manquante Téléverser                                       |
| Église Saint-Pierre de Mazé                                      | Mazé-Milon                    |                          | 47° 27′ 21″ nord, 0° 16′ 19″ ouest |                               |                               |                     | Image manquante Téléverser                                       |
| Église Sainte-Radegonde de Mazières-en-Mauges                    | Mazières-en-Mauges            |                          | 47° 02′ 44″ nord, 0° 49′ 02″ ouest |                               |                               |                     | Église Sainte-Radegonde de Mazières-en-Mauges                    |
| Église Saint-Jean-Baptiste de La Ménitré                         | La Ménitré                    |                          | 47° 24′ 07″ nord, 0° 16′ 16″ ouest | « PA00109450 »                | Inscrit                       | 1992                | Église Saint-Jean-Baptiste de La Ménitré                         |
| Église Saint-Mélaine de Miré                                     | Miré                          |                          | 47° 45′ 30″ nord, 0° 29′ 36″ ouest | « PA00109187 »                | Inscrit                       | 1984                | Église Saint-Mélaine de Miré                                     |
| Église Saint-Pierre de Montigné-lès-Rairies                      | Montigné-lès-Rairies          |                          | 47° 37′ 15″ nord, 0° 12′ 08″ ouest |                               |                               |                     | Église Saint-Pierre de Montigné-lès-Rairies                      |
| Église du Prieuré de bénédictions Saint-Hilaire                  | Montilliers                   |                          | 47° 10′ 56″ nord, 0° 30′ 06″ ouest |                               |                               |                     | Église du Prieuré de bénédictions Saint-Hilaire                  |
| Église Saint-Hilaire de Montilliers                              | Montilliers                   |                          | 47° 10′ 56″ nord, 0° 30′ 14″ ouest |                               |                               |                     | Église Saint-Hilaire de Montilliers                              |
| Église Saint-Aubin de Méron                                      | Montreuil-Bellay              |                          | 47° 08′ 04″ nord, 0° 06′ 40″ ouest |                               |                               |                     | Image manquante Téléverser                                       |
| Église Notre-Dame de Montreuil-Bellay                            | Montreuil-Bellay              |                          | 47° 07′ 59″ nord, 0° 09′ 14″ ouest | « PA00109197 »                | Classé                        | 1907                | Église Notre-Dame de Montreuil-Bellay                            |
| Église de la Salle de Saint-Hilaire-le-Doyen                     | Montreuil-Bellay              |                          | 47° 08′ 38″ nord, 0° 08′ 50″ ouest |                               |                               |                     | Image manquante Téléverser                                       |
| Église Saint-Étienne de Montreuil-Juigné                         | Montreuil-Juigné              |                          | 47° 31′ 46″ nord, 0° 36′ 36″ ouest |                               |                               |                     | Image manquante Téléverser                                       |
| Église Saint-Jean-Baptiste de Juigné                             | Montreuil-Juigné              |                          | 47° 32′ 36″ nord, 0° 37′ 03″ ouest |                               |                               |                     | Image manquante Téléverser                                       |
| Église Saint-Aubin de Montreuil-sur-Loir                         | Montreuil-sur-Loir            |                          | 47° 36′ 31″ nord, 0° 24′ 17″ ouest |                               |                               |                     | Église Saint-Aubin de Montreuil-sur-Loir                         |
| Église Notre-Dame des Trinottières                               | Montreuil-sur-Loir            |                          | 47° 34′ 40″ nord, 0° 22′ 55″ ouest |                               |                               |                     | Image manquante Téléverser                                       |
| Église Saint-Pierre de Montreuil-sur-Maine                       | Montreuil-sur-Maine           |                          | 47° 38′ 59″ nord, 0° 41′ 44″ ouest |                               |                               |                     | Église Saint-Pierre de Montreuil-sur-Maine                       |
| Église Saint-Symphorien de La Boissière-sur-Èvre                 | Montrevault-sur-Èvre          |                          | 47° 18′ 03″ nord, 1° 04′ 49″ ouest |                               |                               |                     | Église Saint-Symphorien de La Boissière-sur-Èvre                 |
| Église Saint-Martin de La Chapelle-Aubry                         | Montrevault-sur-Èvre          |                          | 47° 14′ 41″ nord, 0° 57′ 31″ ouest |                               |                               |                     | Église Saint-Martin de La Chapelle-Aubry                         |
| Église Saint-Martin-de-Vertou de Chaudron-en-Mauges              | Montrevault-sur-Èvre          |                          | 47° 17′ 13″ nord, 0° 59′ 03″ ouest |                               |                               |                     | Église Saint-Martin-de-Vertou de Chaudron-en-Mauges              |
| Église Notre-Dame de La Chaussaire                               | Montrevault-sur-Èvre          |                          | 47° 12′ 03″ nord, 1° 08′ 46″ ouest |                               |                               |                     | Église Notre-Dame de La Chaussaire                               |
| Église Saint-Martin-de-Tours du Doré                             | Montrevault-sur-Èvre          |                          | 47° 13′ 41″ nord, 1° 10′ 52″ ouest |                               |                               |                     | Église Saint-Martin-de-Tours du Doré                             |
| Église Notre-Dame du Fief-Sauvin                                 | Montrevault-sur-Èvre          |                          | 47° 13′ 18″ nord, 1° 02′ 25″ ouest |                               |                               |                     | Église Notre-Dame du Fief-Sauvin                                 |
| Église Saint-Martin du Fuilet                                    | Montrevault-sur-Èvre          |                          | 47° 16′ 54″ nord, 1° 06′ 53″ ouest |                               |                               |                     | Église Saint-Martin du Fuilet                                    |
| Église Notre-Dame de Montrevault                                 | Montrevault-sur-Èvre          |                          | 47° 15′ 43″ nord, 1° 02′ 42″ ouest |                               |                               |                     | Église Notre-Dame de Montrevault                                 |
| Église Saint-Christophe du Puiset                                | Montrevault-sur-Èvre          |                          | 47° 13′ 54″ nord, 1° 06′ 54″ ouest |                               |                               |                     | Église Saint-Christophe du Puiset                                |
| Église Saint-Pierre de Saint-Pierre-Montlimart                   | Montrevault-sur-Èvre          |                          | 47° 16′ 14″ nord, 1° 01′ 33″ ouest |                               |                               |                     | Église Saint-Pierre de Saint-Pierre-Montlimart                   |
| Église Saint-Quentin de Saint-Quentin-en-Mauges                  | Montrevault-sur-Èvre          |                          | 47° 17′ 30″ nord, 0° 54′ 52″ ouest |                               |                               |                     | Église Saint-Quentin de Saint-Quentin-en-Mauges                  |
| Église Saint-Rémy de Saint-Rémy-en-Mauges                        | Montrevault-sur-Èvre          |                          | 47° 16′ 17″ nord, 1° 04′ 27″ ouest |                               |                               |                     | Église Saint-Rémy de Saint-Rémy-en-Mauges                        |
| Église Saint-Hilaire de La Salle-Aubry                           | Montrevault-sur-Èvre          |                          | 47° 15′ 21″ nord, 0° 59′ 06″ ouest |                               |                               |                     | Église Saint-Hilaire de La Salle-Aubry                           |
| Église Notre-Dame de Villeneuve                                  | Montrevault-sur-Èvre          |                          | 47° 13′ 27″ nord, 1° 03′ 31″ ouest |                               |                               |                     | Image manquante Téléverser                                       |
| Église Saint-Pierre de Montsoreau                                | Montsoreau                    |                          | 47° 12′ 59″ nord, 0° 03′ 17″ est   | « PA00109213 »                | Inscrit                       | 1952                | Église Saint-Pierre de Montsoreau                                |
| Église Saint-Jacques de Chemiré-sur-Sarthe                       | Morannes sur Sarthe-Daumeray  |                          | 47° 45′ 06″ nord, 0° 25′ 52″ ouest | « PA00109043 »                | Inscrit                       | 1926                | Église Saint-Jacques de Chemiré-sur-Sarthe                       |
| Église Saint-Germain de Daumeray                                 | Morannes sur Sarthe-Daumeray  |                          | 47° 42′ 08″ nord, 0° 21′ 45″ ouest | « PA49000034 »                | Inscrit                       | 2002                | Église Saint-Germain de Daumeray                                 |
| Église Saint-Martin de Daumeray                                  | Morannes sur Sarthe-Daumeray  |                          | 47° 42′ 08″ nord, 0° 21′ 45″ ouest |                               |                               |                     | Église Saint-Martin de Daumeray                                  |
| Église Saint-Aubin de Morannes                                   | Morannes sur Sarthe-Daumeray  |                          | 47° 44′ 42″ nord, 0° 25′ 04″ ouest | « PA00109217 »                | Inscrit                       | 1972                | Église Saint-Aubin de Morannes                                   |
| Église Saint-Germain de Mouliherne                               | Mouliherne                    |                          | 47° 28′ 10″ nord, 0° 01′ 05″ est   | « PA00109221 »                | Classé                        | 1909                | Église Saint-Germain de Mouliherne                               |
| Église Saint-Samson de Mozé-sur-Louet                            | Mozé-sur-Louet                |                          | 47° 21′ 25″ nord, 0° 33′ 07″ ouest |                               |                               |                     | Église Saint-Samson de Mozé-sur-Louet                            |
| Église Saint-Pierre d'Érigné                                     | Mûrs-Érigné                   |                          | 47° 24′ 00″ nord, 0° 32′ 03″ ouest |                               |                               |                     | Image manquante Téléverser                                       |
| Église Saint-Venant de Mûrs                                      | Mûrs-Érigné                   |                          | 47° 23′ 45″ nord, 0° 33′ 14″ ouest |                               |                               |                     | Image manquante Téléverser                                       |
| Église Saint-Médard de Neuillé                                   | Neuillé                       |                          | 47° 20′ 33″ nord, 0° 02′ 11″ ouest |                               |                               |                     | Église Saint-Médard de Neuillé                                   |
| Église Saint-Martin de Noyant                                    | Noyant                        |                          | 47° 30′ 37″ nord, 0° 07′ 01″ est   |                               |                               |                     | Image manquante Téléverser                                       |
| Église Saint-Germain-l'Auxerrois d'Auverse                       | Noyant-Villages               |                          | 47° 31′ 11″ nord, 0° 03′ 08″ est   |                               |                               |                     | Image manquante Téléverser                                       |
| Église Notre-Dame de Broc                                        | Noyant-Villages               |                          | 47° 34′ 47″ nord, 0° 09′ 56″ est   | « PA00109001 »                | Inscrit Classé                | 1926 1944           | Église Notre-Dame de Broc                                        |
| Église Saint-Cyr-et-Sainte-Julitte de Chalonnes-sous-le-Lude     | Noyant-Villages               |                          | 47° 33′ 36″ nord, 0° 10′ 19″ est   |                               |                               |                     | Image manquante Téléverser                                       |
| Église Saint-Martin de Chavaignes                                | Noyant-Villages               |                          | 47° 32′ 25″ nord, 0° 02′ 13″ est   |                               |                               |                     | Image manquante Téléverser                                       |
| Église Saint-Pierre-Saint-Paul de Chigné                         | Noyant-Villages               |                          | 47° 34′ 59″ nord, 0° 05′ 13″ est   | « PA00109050 »                | Classé                        | 1974                | Église Saint-Pierre-Saint-Paul de Chigné                         |
| Église Saint-Jean-Baptiste de Dénezé-sous-le-Lude                | Noyant-Villages               |                          | 47° 31′ 47″ nord, 0° 08′ 02″ est   | « PA00109080 »                | Inscrit                       | 1963                | Église Saint-Jean-Baptiste de Dénezé-sous-le-Lude                |
| Église Saint-Martin de Genneteil                                 | Noyant-Villages               |                          | 47° 35′ 32″ nord, 0° 02′ 58″ est   | « PA00109128 »                | Classé                        | 1969                | Église Saint-Martin de Genneteil                                 |
| Église Saint-Méen de Lasse                                       | Noyant-Villages               |                          | 47° 32′ 11″ nord, 0° 00′ 41″ est   | « PA00109146 »                | Inscrit                       | 1973                | Église Saint-Méen de Lasse                                       |
| Église Saint-Martin-de-Vertou de Linières-Bouton                 | Noyant-Villages               |                          | 47° 27′ 39″ nord, 0° 04′ 37″ est   | « PA00109147 »                | Classé                        | 1965                | Église Saint-Martin-de-Vertou de Linières-Bouton                 |
| Église Saint-Pierre de Meigné-le-Vicomte                         | Noyant-Villages               |                          | 47° 30′ 34″ nord, 0° 11′ 29″ est   |                               |                               |                     | Image manquante Téléverser                                       |
| Église Saint-Martin de Méon                                      | Noyant-Villages               |                          | 47° 29′ 41″ nord, 0° 07′ 11″ est   | « PA00109183 »                | Inscrit                       | 1967                | Image manquante Téléverser                                       |
| Église Saint-Martin-de-Vertou de Parçay-les-Pins                 | Noyant-Villages               |                          | 47° 26′ 11″ nord, 0° 09′ 39″ est   |                               |                               |                     | Image manquante Téléverser                                       |
| Église Saint-Étienne de Nuaillé                                  | Nuaillé                       |                          | 47° 05′ 45″ nord, 0° 47′ 50″ ouest |                               |                               |                     | Église Saint-Étienne de Nuaillé                                  |
| Église de la Sainte-Famille de Bel-Air                           | Ombrée-d'Anjou                |                          | 47° 42′ 47″ nord, 0° 59′ 42″ ouest |                               |                               |                     | Église de la Sainte-Famille de Bel-Air                           |
| Église Saint-Pierre de La Chapelle-Hullin                        | Ombrée-d'Anjou                |                          | 47° 45′ 29″ nord, 1° 04′ 14″ ouest |                               |                               |                     | Église Saint-Pierre de La Chapelle-Hullin                        |
| Église Saint-Jean-Baptiste de Chazé-Henry                        | Ombrée-d'Anjou                |                          | 47° 45′ 12″ nord, 1° 06′ 38″ ouest |                               |                               |                     | Image manquante Téléverser                                       |
| Église Saint-Pierre de Combrée                                   | Ombrée-d'Anjou                |                          | 47° 42′ 15″ nord, 1° 01′ 48″ ouest |                               |                               |                     | Église Saint-Pierre de Combrée                                   |
| Église Saint-Jean de l'Hôpital                                   | Ombrée-d'Anjou                |                          | 47° 45′ 08″ nord, 0° 59′ 46″ ouest |                               |                               |                     | Église Saint-Jean de l'Hôpital                                   |
| Église Saint-Mainbeuf de Noëllet                                 | Ombrée-d'Anjou                |                          | 47° 41′ 39″ nord, 1° 05′ 25″ ouest |                               |                               |                     | Image manquante Téléverser                                       |
| Église Saint-Aubin de Pouancé                                    | Ombrée-d'Anjou                |                          | 47° 45′ 08″ nord, 1° 10′ 45″ ouest |                               |                               |                     | Église Saint-Aubin de Pouancé                                    |
| Église Sainte-Madeleine de Pouancé                               | Ombrée-d'Anjou                |                          | 47° 44′ 23″ nord, 1° 10′ 37″ ouest |                               |                               |                     | Église Sainte-Madeleine de Pouancé                               |
| Église Saint-Laurent de La Prévière                              | Ombrée-d'Anjou                |                          | 47° 43′ 01″ nord, 1° 10′ 43″ ouest |                               |                               |                     | Église Saint-Laurent de La Prévière                              |
| Église Saint-Michel de Saint-Michel-et-Chanveaux                 | Ombrée-d'Anjou                |                          | 47° 40′ 48″ nord, 1° 07′ 52″ ouest |                               |                               |                     | Église Saint-Michel de Saint-Michel-et-Chanveaux                 |
| Église Saint-Louis du Tremblay                                   | Ombrée-d'Anjou                |                          | 47° 40′ 39″ nord, 1° 01′ 00″ ouest |                               |                               |                     | Église Saint-Louis du Tremblay                                   |
| Église Saint-Martin-de-Tours de Vergonnes                        | Ombrée-d'Anjou                |                          | 47° 43′ 34″ nord, 1° 05′ 07″ ouest |                               |                               |                     | Église Saint-Martin-de-Tours de Vergonnes                        |
| Église Saint-Pierre de Bouzillé                                  | Orée d'Anjou                  |                          | 47° 20′ 17″ nord, 1° 06′ 37″ ouest |                               |                               |                     | Église Saint-Pierre de Bouzillé                                  |
| Église Saint-Marie-Madeleine de Champtoceaux                     | Orée d'Anjou                  |                          | 47° 20′ 16″ nord, 1° 15′ 57″ ouest |                               |                               |                     | Église Saint-Marie-Madeleine de Champtoceaux                     |
| Église Notre-Dame de Drain                                       | Orée d'Anjou                  |                          | 47° 20′ 23″ nord, 1° 12′ 20″ ouest |                               |                               |                     | Église Notre-Dame de Drain                                       |
| Église Notre-Dame de Landemont                                   | Orée d'Anjou                  |                          | 47° 15′ 55″ nord, 1° 14′ 35″ ouest |                               |                               |                     | Église Notre-Dame de Landemont                                   |
| Église Notre-Dame de Liré                                        | Orée d'Anjou                  |                          | 47° 20′ 34″ nord, 1° 09′ 52″ ouest |                               |                               |                     | Église Notre-Dame de Liré                                        |
| Église Saint-Christophe de Saint-Christophe-la-Couperie          | Orée d'Anjou                  |                          | 47° 15′ 15″ nord, 1° 10′ 49″ ouest |                               |                               |                     | Église Saint-Christophe de Saint-Christophe-la-Couperie          |
| Église Saint-Laurent de Saint-Laurent-des-Autels                 | Orée d'Anjou                  |                          | 47° 17′ 11″ nord, 1° 11′ 21″ ouest |                               |                               |                     | Église Saint-Laurent de Saint-Laurent-des-Autels                 |
| Église Saint-Sauveur de Saint-Sauveur-de-Landemont               | Orée d'Anjou                  |                          | 47° 17′ 04″ nord, 1° 15′ 20″ ouest |                               |                               |                     | Église Saint-Sauveur de Saint-Sauveur-de-Landemont               |
| Église Saint-Pierre de La Varenne                                | Orée d'Anjou                  |                          | 47° 18′ 52″ nord, 1° 19′ 22″ ouest |                               |                               |                     | Image manquante Téléverser                                       |
| Église Saint-Pierre de Parnay                                    | Parnay                        |                          | 47° 13′ 53″ nord, 0° 00′ 30″ est   | « PA00109226 »                | Classé                        | 1950                | Église Saint-Pierre de Parnay                                    |
| Église Saint-Étienne de Passavant-sur-Layon                      | Passavant-sur-Layon           |                          | 47° 06′ 26″ nord, 0° 23′ 26″ ouest | « PA00109227 »                | Classé                        | 1926                | Église Saint-Étienne de Passavant-sur-Layon                      |
| Église Saint-Aubin de La Pellerine                               | La Pellerine                  |                          | 47° 27′ 44″ nord, 0° 07′ 21″ est   | « PA49000063 »                | Inscrit                       | 2006                | Image manquante Téléverser                                       |
| Église Saint-Jacques du Plessis-Grammoire                        | Le Plessis-Grammoire          |                          | 47° 30′ 02″ nord, 0° 25′ 49″ ouest | « PA00109229 »                | Classé                        | 1922                | Église Saint-Jacques du Plessis-Grammoire                        |
| Église Saint-Aubin des Ponts-de-Cé                               | Les Ponts-de-Cé               |                          | 47° 25′ 47″ nord, 0° 31′ 39″ ouest | « PA00109237 »                | Classé                        | 1903                | Église Saint-Aubin des Ponts-de-Cé                               |
| Église Saint-Maurille des Ponts-de-Cé                            | Les Ponts-de-Cé               |                          | 47° 24′ 57″ nord, 0° 31′ 29″ ouest |                               |                               |                     | Image manquante Téléverser                                       |
| Église Saint-Jacques de La Possonnière                           | La Possonnière                |                          | 47° 22′ 30″ nord, 0° 41′ 04″ ouest |                               |                               |                     | Image manquante Téléverser                                       |
| Église Notre-Dame du Puy-Notre-Dame                              | Le Puy-Notre-Dame             |                          | 47° 07′ 30″ nord, 0° 14′ 06″ ouest | « PA00109241 »                | Classé                        | 1862                | Église Notre-Dame du Puy-Notre-Dame                              |
| Église de l'Ascension des Rairies                                | Les Rairies                   |                          | 47° 39′ 01″ nord, 0° 12′ 22″ ouest |                               |                               |                     | Église de l'Ascension des Rairies                                |
| Église Sainte-Croix                                              | Rochefort-sur-Loire           |                          | 47° 21′ 23″ nord, 0° 39′ 17″ ouest | « PA49000075 »                | Inscrit                       | 2008                | Église Sainte-Croix                                              |
| Église Saint-Romain de La Romagne                                | La Romagne                    |                          | 47° 03′ 43″ nord, 1° 01′ 15″ ouest |                               |                               |                     | Église Saint-Romain de La Romagne                                |
| Église Notre-Dame des Rosiers-sur-Loire                          | Les Rosiers-sur-Loire         |                          | 47° 21′ 02″ nord, 0° 13′ 31″ ouest | « PA00109245 »                | Classé Inscrit                | 1971                | Église Notre-Dame des Rosiers-sur-Loire                          |
| Église Sainte-Croix de Marson                                    | Rou-Marson                    |                          | 47° 15′ 04″ nord, 0° 08′ 49″ ouest | « PA00109249 »                | Inscrit                       | 1968                | Église Sainte-Croix de Marson                                    |
| Église Saint-Sulpice de Rou                                      | Rou-Marson                    |                          | 47° 14′ 03″ nord, 0° 09′ 23″ ouest | « PA00109250 »                | Inscrit                       | 1968                | Église Saint-Sulpice de Rou                                      |
| Église Saint-Augustin de Saint-Augustin-des-Bois                 | Saint-Augustin-des-Bois       |                          | 47° 27′ 36″ nord, 0° 47′ 40″ ouest |                               |                               |                     | Église Saint-Augustin de Saint-Augustin-des-Bois                 |
| Église Saint-Barthélemy de Saint-Barthélemy-d'Anjou              | Saint-Barthélemy-d'Anjou      |                          | 47° 28′ 07″ nord, 0° 29′ 44″ ouest |                               |                               |                     | Image manquante Téléverser                                       |
| Église Saint-Christophe de Saint-Christophe-du-Bois              | Saint-Christophe-du-Bois      |                          | 47° 01′ 42″ nord, 0° 56′ 43″ ouest |                               |                               |                     | Église Saint-Christophe de Saint-Christophe-du-Bois              |
| Église Saint-Clément de Saint-Clément-de-la-Place                | Saint-Clément-de-la-Place     |                          | 47° 31′ 31″ nord, 0° 44′ 43″ ouest |                               |                               |                     | Église Saint-Clément de Saint-Clément-de-la-Place                |
| Église Saint-Clément de Saint-Clément-des-Levées                 | Saint-Clément-des-Levées      |                          | 47° 19′ 51″ nord, 0° 11′ 04″ ouest | « PA00109435 »                | Inscrit                       | 1991                | Église Saint-Clément de Saint-Clément-des-Levées                 |
| Église Saint-Cyr de Saint-Cyr-en-Bourg                           | Saint-Cyr-en-Bourg            |                          | 47° 11′ 42″ nord, 0° 03′ 39″ ouest | « PA00109257 »                | Classé                        | 1988                | Église Saint-Cyr de Saint-Cyr-en-Bourg                           |
| Église Sainte-Gemmes de Sainte-Gemmes-sur-Loire                  | Sainte-Gemmes-sur-Loire       |                          | 47° 25′ 14″ nord, 0° 33′ 33″ ouest |                               |                               |                     | Église Sainte-Gemmes de Sainte-Gemmes-sur-Loire                  |
| Église Saint-Georges de Saint-Georges-sur-Loire                  | Saint-Georges-sur-Loire       |                          | 47° 24′ 31″ nord, 0° 45′ 42″ ouest | « PA00109436 »                | Inscrit                       | 1991                | Église Saint-Georges de Saint-Georges-sur-Loire                  |
| Église Saint-Germain de Saint-Germain-des-Prés                   | Saint-Germain-des-Prés        |                          | 47° 24′ 32″ nord, 0° 50′ 06″ ouest | « PA49000068 »                | Inscrit                       | 2007                | Église Saint-Germain de Saint-Germain-des-Prés                   |
| Église Saint-Jean-Baptiste de Saint-Jean-de-la-Croix             | Saint-Jean-de-la-Croix        |                          | 47° 24′ 36″ nord, 0° 35′ 41″ ouest |                               |                               |                     | Église Saint-Jean-Baptiste de Saint-Jean-de-la-Croix             |
| Église Saint-Jean de Saint-Jean-de-Linières                      | Saint-Jean-de-Linières        |                          | 47° 27′ 30″ nord, 0° 40′ 06″ ouest |                               |                               |                     | Église Saint-Jean de Saint-Jean-de-Linières                      |
| Église Saint-Just de Saint-Just-sur-Dive                         | Saint-Just-sur-Dive           |                          | 47° 10′ 28″ nord, 0° 05′ 51″ ouest |                               |                               |                     | Église Saint-Just de Saint-Just-sur-Dive                         |
| Église Saint-Lambert de Saint-Lambert-la-Potherie                | Saint-Lambert-la-Potherie     |                          | 47° 29′ 00″ nord, 0° 40′ 40″ ouest |                               |                               |                     | Église Saint-Lambert de Saint-Lambert-la-Potherie                |
| Église Saint-Léger de Saint-Léger-des-Bois                       | Saint-Léger-des-Bois          |                          | 47° 27′ 33″ nord, 0° 42′ 33″ ouest |                               |                               |                     | Église Saint-Léger de Saint-Léger-des-Bois                       |
| Église Saint-Léger de Saint-Léger-sous-Cholet                    | Saint-Léger-sous-Cholet       |                          | 47° 05′ 37″ nord, 0° 54′ 44″ ouest |                               |                               |                     | Église Saint-Léger de Saint-Léger-sous-Cholet                    |
| Église Saint-Macaire de Saint-Macaire-du-Bois                    | Saint-Macaire-du-Bois         |                          | 47° 07′ 03″ nord, 0° 16′ 23″ ouest |                               |                               |                     | Église Saint-Macaire de Saint-Macaire-du-Bois                    |
| Église Saint-Martin de Saint-Martin-de-la-Place                  | Saint-Martin-de-la-Place      |                          | 47° 18′ 55″ nord, 0° 08′ 55″ ouest | « PA00109277 »                | Inscrit                       | 1957                | Image manquante Téléverser                                       |
| Église Saint-Martin de Saint-Martin-du-Fouilloux                 | Saint-Martin-du-Fouilloux     |                          | 47° 25′ 53″ nord, 0° 42′ 16″ ouest |                               |                               |                     | Église Saint-Martin de Saint-Martin-du-Fouilloux                 |
| Église Saint-Melaine de Saint-Melaine-sur-Aubance                | Saint-Melaine-sur-Aubance     |                          | 47° 22′ 12″ nord, 0° 29′ 46″ ouest | « PA00109284 »                | Inscrit                       | 1972                | Image manquante Téléverser                                       |
| Église Saint-Paul de Saint-Paul-du-Bois                          | Saint-Paul-du-Bois            |                          | 47° 04′ 54″ nord, 0° 32′ 35″ ouest |                               |                               |                     | Église Saint-Paul de Saint-Paul-du-Bois                          |
| Église Saint-Philbert de Saint-Philbert-du-Peuple                | Saint-Philbert-du-Peuple      |                          | 47° 23′ 35″ nord, 0° 02′ 37″ ouest | « PA00109285 »                | Inscrit                       | 1972                | Église Saint-Philbert de Saint-Philbert-du-Peuple                |
| Église Saint-Sigismond de Saint-Sigismond                        | Saint-Sigismond               |                          | 47° 27′ 15″ nord, 0° 56′ 34″ ouest |                               |                               |                     | Église Saint-Sigismond de Saint-Sigismond                        |
| Église Notre-Dame de Sarrigné                                    | Sarrigné                      |                          | 47° 30′ 05″ nord, 0° 23′ 01″ ouest |                               |                               |                     | Image manquante Téléverser                                       |
| Église Notre-Dame-des-Ardilliers                                 | Saumur                        |                          | 47° 15′ 11″ nord, 0° 03′ 48″ ouest | « PA00109316 » « IA00031640 » | Classé                        | 1906                | Église Notre-Dame-des-Ardilliers                                 |
| Église Notre-Dame-de-Nantilly                                    | Saumur                        |                          | 47° 15′ 12″ nord, 0° 04′ 35″ ouest | « PA00109317 » « IA00031735 » | Classé                        | 1840                | Église Notre-Dame-de-Nantilly                                    |
| Église Saint-Pierre de Bagneux                                   | Saumur                        |                          | 47° 14′ 41″ nord, 0° 05′ 18″ ouest |                               |                               |                     | Église Saint-Pierre de Bagneux                                   |
| Église Saint-Pierre de Dampierre-sur-Loire                       | Saumur                        |                          | 47° 14′ 31″ nord, 0° 01′ 41″ ouest | « PA00109318 »                | Inscrit                       | 1972                | Église Saint-Pierre de Dampierre-sur-Loire                       |
| Église Saint-Barthélemy de Saint-Hilaire-Saint-Florent           | Saumur                        |                          | 47° 15′ 58″ nord, 0° 06′ 11″ ouest | « PA00109302 »                | Classé                        | 1964/1973           | Église Saint-Barthélemy de Saint-Hilaire-Saint-Florent           |
| Église Saint-Hilaire-des-Grottes                                 | Saumur                        |                          | 47° 16′ 28″ nord, 0° 06′ 35″ ouest | « PA00109319 »                | Classé                        | 1969                | Église Saint-Hilaire-des-Grottes                                 |
| Église Saint-Lambert de Saint-Lambert-des-Levées                 | Saumur                        |                          | 47° 16′ 40″ nord, 0° 04′ 57″ ouest | « PA00109320 » « IA49000584 » | Classé                        | 1964                | Image manquante Téléverser                                       |
| Église Saint-Nicolas de Saumur                                   | Saumur                        |                          | 47° 15′ 42″ nord, 0° 04′ 46″ ouest | « PA00109315 » « IA00031737 » | Inscrit                       | 1968                | Image manquante Téléverser                                       |
| Église Saint-Pierre-du-Marais de Saumur                          | Saumur                        |                          | 47° 15′ 32″ nord, 0° 04′ 29″ ouest | « PA00109321 » « IA00031736 » | Classé                        | 1862                | Église Saint-Pierre-du-Marais de Saumur                          |
| Église de la Visitation de Saumur                                | Saumur                        |                          | 47° 15′ 46″ nord, 0° 04′ 20″ ouest | « PA00109322 » « IA00031742 » | Inscrit                       | 1969                | Église de la Visitation de Saumur                                |
| Église Saint-Aubin d'Épiré                                       | Savennières                   |                          | 47° 23′ 53″ nord, 0° 38′ 06″ ouest |                               |                               |                     | Image manquante Téléverser                                       |
| Église Saint-Pierre-et-Saint-Romain de Savennières               | Savennières                   |                          | 47° 23′ 02″ nord, 0° 39′ 23″ ouest | « PA00109346 »                | Classé                        | 1840                | Église Saint-Pierre-et-Saint-Romain de Savennières               |
| Église Saint-Martin-de-Vertou de Sceaux-d'Anjou                  | Sceaux-d'Anjou                |                          | 47° 37′ 16″ nord, 0° 36′ 29″ ouest |                               |                               |                     | Église Saint-Martin-de-Vertou de Sceaux-d'Anjou                  |
| Église Saint-Martin d'Aviré                                      | Segré-en-Anjou Bleu           |                          | 47° 42′ 23″ nord, 0° 47′ 44″ ouest |                               |                               |                     | Image manquante Téléverser                                       |
| Église Saint-Symphorien du Bourg-d'Iré                           | Segré-en-Anjou Bleu           |                          | 47° 40′ 48″ nord, 0° 58′ 03″ ouest |                               |                               |                     | Église Saint-Symphorien du Bourg-d'Iré                           |
| Église Saint-Martin de La Chapelle-sur-Oudon                     | Segré-en-Anjou Bleu           |                          | 47° 40′ 45″ nord, 0° 49′ 36″ ouest |                               |                               |                     | Église Saint-Martin de La Chapelle-sur-Oudon                     |
| Église Saint-Pierre de Châtelais                                 | Segré-en-Anjou Bleu           |                          | 47° 45′ 31″ nord, 0° 55′ 35″ ouest |                               |                               |                     | Église Saint-Pierre de Châtelais                                 |
| Église Sainte-Madeleine de La Ferrière-de-Flée                   | Segré-en-Anjou Bleu           |                          | 47° 43′ 50″ nord, 0° 50′ 46″ ouest |                               |                               |                     | Église Sainte-Madeleine de La Ferrière-de-Flée                   |
| Église Saint-Nicolas de L'Hôtellerie-de-Flée                     | Segré-en-Anjou Bleu           |                          | 47° 44′ 38″ nord, 0° 53′ 17″ ouest |                               |                               |                     | Église Saint-Nicolas de L'Hôtellerie-de-Flée                     |
| Église Notre-Dame-et-Sainte-Catherine du prieuré de la Jaillette | Segré-en-Anjou Bleu           |                          | 47° 40′ 22″ nord, 0° 46′ 00″ ouest | « PA00109162 »                | Inscrit                       | 1926 1976           | Église Notre-Dame-et-Sainte-Catherine du prieuré de la Jaillette |
| Église Saint-Aubin de Louvaines                                  | Segré-en-Anjou Bleu           |                          | 47° 41′ 30″ nord, 0° 48′ 05″ ouest |                               |                               |                     | Image manquante Téléverser                                       |
| Église Saint-Serge-et-Saint-Bach de Marans                       | Segré-en-Anjou Bleu           |                          | 47° 38′ 20″ nord, 0° 51′ 27″ ouest |                               |                               |                     | Église Saint-Serge-et-Saint-Bach de Marans                       |
| Église Saint-Pierre de Montguillon                               | Segré-en-Anjou Bleu           |                          | 47° 43′ 43″ nord, 0° 44′ 41″ ouest |                               |                               |                     | Église Saint-Pierre de Montguillon                               |
| Église Saint-Georges de Noyant-la-Gravoyère                      | Segré-en-Anjou Bleu           |                          | 47° 41′ 56″ nord, 0° 57′ 42″ ouest |                               |                               |                     | Église Saint-Georges de Noyant-la-Gravoyère                      |
| Église Saint-Pierre de Nyoiseau                                  | Segré-en-Anjou Bleu           |                          | 47° 42′ 59″ nord, 0° 55′ 03″ ouest |                               |                               |                     | Image manquante Téléverser                                       |
| Église Saint-Aubin de Saint-Aubin-du-Pavoil (détruite en 2013)   | Segré-en-Anjou Bleu           | Saint-Aubin-du-Pavoil    | 47° 42′ 14″ nord, 0° 52′ 37″ ouest |                               |                               |                     | Image manquante Téléverser                                       |
| Église Sainte-Gemmes de Sainte-Gemmes-d'Andigné                  | Segré-en-Anjou Bleu           |                          | 47° 40′ 30″ nord, 0° 52′ 59″ ouest | « PA49000093 »                | Inscrit                       | 2014                | Église Sainte-Gemmes de Sainte-Gemmes-d'Andigné                  |
| Église Saint-Martin de Saint-Martin-du-Bois                      | Segré-en-Anjou Bleu           |                          | 47° 42′ 24″ nord, 0° 44′ 38″ ouest |                               |                               |                     | Église Saint-Martin de Saint-Martin-du-Bois                      |
| Église Saint-Sauveur de Saint-Sauveur-de-Flée                    | Segré-en-Anjou Bleu           |                          | 47° 45′ 12″ nord, 0° 47′ 28″ ouest |                               |                               |                     | Église Saint-Sauveur de Saint-Sauveur-de-Flée                    |
| Église Sainte-Madeleine de Segré                                 | Segré-en-Anjou Bleu           |                          | 47° 41′ 12″ nord, 0° 52′ 18″ ouest | « PA49000069 »                | Inscrit                       | 2007                | Église Sainte-Madeleine de Segré                                 |
| Église Notre-Dame de La Séguinière                               | La Séguinière                 |                          | 47° 03′ 44″ nord, 0° 56′ 23″ ouest | « PA00109354 »                | Inscrit                       | 1986                | Église Notre-Dame de La Séguinière                               |
| Église Saint-Aubin de Seiches-sur-le-Loir                        | Seiches-sur-le-Loir           |                          | 47° 34′ 37″ nord, 0° 21′ 48″ ouest | « PA00109357 »                | Inscrit                       | 1987                | Église Saint-Aubin de Seiches-sur-le-Loir                        |
| Église Notre-Dame du Longeron                                    | Sèvremoine                    |                          | 47° 01′ 03″ nord, 1° 03′ 40″ ouest |                               |                               |                     | Église Notre-Dame du Longeron                                    |
| Église Saint-Jacques de Montfaucon                               | Sèvremoine                    |                          | 47° 06′ 02″ nord, 1° 07′ 39″ ouest |                               |                               |                     | Église Saint-Jacques de Montfaucon                               |
| Église Saint-Martin de Montigné-sur-Moine                        | Sèvremoine                    |                          | 47° 05′ 05″ nord, 1° 08′ 13″ ouest |                               |                               |                     | Église Saint-Martin de Montigné-sur-Moine                        |
| Église Notre-Dame de La Renaudière                               | Sèvremoine                    |                          | 47° 07′ 14″ nord, 1° 03′ 35″ ouest |                               |                               |                     | Image manquante Téléverser                                       |
| Église Saint-Pierre de Roussay                                   | Sèvremoine                    |                          | 47° 05′ 28″ nord, 1° 03′ 52″ ouest |                               |                               |                     | Église Saint-Pierre de Roussay                                   |
| Église Saint-André de Saint-André-de-la-Marche                   | Sèvremoine                    |                          | 47° 06′ 05″ nord, 0° 59′ 39″ ouest |                               |                               |                     | Église Saint-André de Saint-André-de-la-Marche                   |
| Église Saint-Crespin de Saint-Crespin-sur-Moine                  | Sèvremoine                    |                          | 47° 05′ 58″ nord, 1° 11′ 10″ ouest |                               |                               |                     | Église Saint-Crespin de Saint-Crespin-sur-Moine                  |
| Église Saint-Germain de Saint-Germain-sur-Moine                  | Sèvremoine                    |                          | 47° 07′ 10″ nord, 1° 07′ 29″ ouest |                               |                               |                     | Église Saint-Germain de Saint-Germain-sur-Moine                  |
| Église Saint-Macaire de Saint-Macaire-en-Mauges                  | Sèvremoine                    |                          | 47° 07′ 28″ nord, 0° 59′ 41″ ouest |                               |                               |                     | Église Saint-Macaire de Saint-Macaire-en-Mauges                  |
| Église Saint-Pierre de Tillières                                 | Sèvremoine                    |                          | 47° 08′ 40″ nord, 1° 09′ 49″ ouest |                               |                               |                     | Église Saint-Pierre de Tillières                                 |
| Église Saint-Martin de Torfou                                    | Sèvremoine                    |                          | 47° 02′ 15″ nord, 1° 07′ 03″ ouest |                               |                               |                     | Église Saint-Martin de Torfou                                    |
| Église Saint-Cyr-et-Sainte-Julitte de Somloire                   | Somloire                      |                          | 47° 02′ 01″ nord, 0° 36′ 31″ ouest |                               |                               |                     | Église Saint-Cyr-et-Sainte-Julitte de Somloire                   |
| Église Saint-Martin de Soucelles                                 | Soucelles                     |                          | 47° 34′ 05″ nord, 0° 25′ 04″ ouest |                               |                               |                     | Image manquante Téléverser                                       |
| Église Saint-Christophe de Soulaines-sur-Aubance                 | Soulaines-sur-Aubance         |                          | 47° 21′ 52″ nord, 0° 31′ 22″ ouest |                               |                               |                     | Église Saint-Christophe de Soulaines-sur-Aubance                 |
| Église Saint-Martin-de-Vertou de Bourg                           | Soulaire-et-Bourg             |                          | 47° 34′ 44″ nord, 0° 33′ 00″ ouest | « PA00109367 »                | Inscrit                       | 1972                | Église Saint-Martin-de-Vertou de Bourg                           |
| Église Saint-Martin de Soulaire                                  | Soulaire-et-Bourg             |                          | 47° 34′ 44″ nord, 0° 33′ 00″ ouest | « PA00109368 »                | Inscrit                       | 1972                | Église Saint-Martin de Soulaire                                  |
| Église Saint-Maurice de Souzay-Champigny                         | Souzay-Champigny              |                          | 47° 14′ 05″ nord, 0° 00′ 18″ ouest | « PA00109369 »                | Classé                        | 1949                | Église Saint-Maurice de Souzay-Champigny                         |
| Église Saint-Germain de Chavagnes                                | Terranjou                     |                          | 47° 16′ 12″ nord, 0° 27′ 15″ ouest | « PA49000058 »                | Inscrit                       | 2006                | Église Saint-Germain de Chavagnes                                |
| Église Saint-Simplicien de Martigné-Briand                       | Terranjou                     |                          | 47° 13′ 58″ nord, 0° 25′ 47″ ouest |                               | Inscrit                       | 2015                | Église Saint-Simplicien de Martigné-Briand                       |
| Église Notre-Dame de Notre-Dame-d'Allençon                       | Terranjou                     |                          | 47° 18′ 07″ nord, 0° 26′ 56″ ouest |                               |                               |                     | Église Notre-Dame de Notre-Dame-d'Allençon                       |
| Église Notre-Dame-des-Lacs de La Tessoualle                      | La Tessoualle                 |                          | 47° 00′ 17″ nord, 0° 51′ 04″ ouest |                               |                               |                     | Église Notre-Dame-des-Lacs de La Tessoualle                      |
| Église Saint-Martin de Thorigné-d'Anjou                          | Thorigné-d'Anjou              |                          | 47° 38′ 18″ nord, 0° 39′ 48″ ouest | « PA00109370 »                | Inscrit                       | 1969                | Église Saint-Martin de Thorigné-d'Anjou                          |
| Église Saint-Marcel de Tiercé                                    | Tiercé                        |                          | 47° 36′ 55″ nord, 0° 28′ 08″ ouest |                               |                               |                     | Église Saint-Marcel de Tiercé                                    |
| Église Notre-Dame-de-la-Nativité de Toutlemonde                  | Toutlemonde                   |                          | 47° 03′ 17″ nord, 0° 45′ 58″ ouest |                               |                               |                     | Église Notre-Dame-de-la-Nativité de Toutlemonde                  |
| Église Saint-Pierre de Trélazé                                   | Trélazé                       |                          | 47° 26′ 46″ nord, 0° 27′ 53″ ouest |                               |                               |                     | Image manquante Téléverser                                       |
| Église Saint-Euvert de Trémentines                               | Trémentines                   |                          | 47° 07′ 19″ nord, 0° 47′ 16″ ouest |                               |                               |                     | Image manquante Téléverser                                       |
| Église Saint-Martin-de-Vertou d'Ambillou-Château                 | Tuffalun                      |                          | 47° 15′ 45″ nord, 0° 20′ 37″ ouest |                               |                               |                     | Image manquante Téléverser                                       |
| Église Saint-Maurice de Louerre                                  | Tuffalun                      |                          | 47° 17′ 47″ nord, 0° 19′ 27″ ouest | « PA00109157 »                | Inscrit                       | 1984                | Église Saint-Maurice de Louerre                                  |
| Église Sainte-Madeleine de Noyant-la-Plaine                      | Tuffalun                      |                          | 47° 16′ 30″ nord, 0° 21′ 37″ ouest |                               |                               |                     | Église Sainte-Madeleine de Noyant-la-Plaine                      |
| Église Saint-Aubin de Turquant                                   | Turquant                      |                          | 47° 13′ 24″ nord, 0° 01′ 43″ est   | « PA00109386 »                | Classé                        | 1967                | Église Saint-Aubin de Turquant                                   |
| Église Saint-Vincent des Ulmes                                   | Les Ulmes                     |                          | 47° 13′ 11″ nord, 0° 10′ 43″ ouest | « PA00109393 »                | Inscrit                       | 1972                | Image manquante Téléverser                                       |
| Église Saint-Pierre de La Cornuaille                             | Val d'Erdre-Auxence           |                          | 47° 30′ 39″ nord, 0° 59′ 02″ ouest |                               |                               |                     | Église Saint-Pierre de La Cornuaille                             |
| Église Saint-Aubin du Louroux-Béconnais                          | Val d'Erdre-Auxence           |                          | 47° 31′ 19″ nord, 0° 53′ 07″ ouest |                               |                               |                     | Église Saint-Aubin du Louroux-Béconnais                          |
| Église Saint-Pierre-et-Saint-Paul de Villemoisan                 | Val d'Erdre-Auxence           |                          | 47° 27′ 46″ nord, 0° 53′ 32″ ouest |                               |                               |                     | Église Saint-Pierre-et-Saint-Paul de Villemoisan                 |
| Église Saint-Aubin de Saint-Aubin-de-Luigné                      | Val-du-Layon                  |                          | 47° 19′ 45″ nord, 0° 40′ 13″ ouest |                               |                               |                     | Église Saint-Aubin de Saint-Aubin-de-Luigné                      |
| Église Saint-Lambert de Saint-Lambert-du-Lattay                  | Val-du-Layon                  |                          | 47° 18′ 06″ nord, 0° 37′ 55″ ouest |                               |                               |                     | Église Saint-Lambert de Saint-Lambert-du-Lattay                  |
| Église Saint-Martin-de-Vertou de Varennes-sur-Loire              | Varennes-sur-Loire            |                          | 47° 14′ 18″ nord, 0° 03′ 17″ est   | « PA00109396 »                | Inscrit                       | 1972                | Image manquante Téléverser                                       |
| Église Saint-Florent de Varrains                                 | Varrains                      |                          | 47° 13′ 34″ nord, 0° 04′ 03″ ouest |                               |                               |                     | Image manquante Téléverser                                       |
| Église Saint-Pierre de Vaudelnay                                 | Vaudelnay                     |                          | 47° 08′ 20″ nord, 0° 12′ 23″ ouest | « PA49000070 »                | Inscrit                       | 2007                | Église Saint-Pierre de Vaudelnay                                 |
| Église Notre-Dame de Vernantes                                   | Vernantes                     |                          | 47° 23′ 37″ nord, 0° 03′ 14″ est   | « PA00109400 »                | Inscrit                       | 1964                | Église Notre-Dame de Vernantes                                   |
| Nouvelle église Notre-Dame de Vernantes                          | Vernantes                     |                          | 47° 23′ 34″ nord, 0° 03′ 11″ est   |                               |                               |                     | Image manquante Téléverser                                       |
| Église Saint-Vincent de Vernoil-le-Fourrier                      | Vernoil-le-Fourrier           |                          | 47° 23′ 13″ nord, 0° 04′ 43″ est   | « PA00109401 »                | Inscrit                       | 1969                | Église Saint-Vincent de Vernoil-le-Fourrier                      |
| Église Saint-André de Verrie                                     | Verrie                        |                          | 47° 15′ 56″ nord, 0° 10′ 46″ ouest | « PA00109403 »                | Inscrit                       | 1926                | Église Saint-André de Verrie                                     |
| Église Saint-Émerance de Pellouailles-les-Vignes                 | Verrières-en-Anjou            |                          | 47° 31′ 19″ nord, 0° 26′ 35″ ouest |                               |                               |                     | Église Saint-Émerance de Pellouailles-les-Vignes                 |
| Église Saint-Sylvain de Saint-Sylvain-d'Anjou                    | Verrières-en-Anjou            |                          | 47° 31′ 11″ nord, 0° 28′ 09″ ouest |                               |                               |                     | Église Saint-Sylvain de Saint-Sylvain-d'Anjou                    |
| Église Saint-Pierre de Vezins                                    | Vezins                        |                          | 47° 07′ 10″ nord, 0° 42′ 36″ ouest |                               |                               |                     | Église Saint-Pierre de Vezins                                    |
| Église Saint-Mainbœuf de Villebernier                            | Villebernier                  |                          | 47° 15′ 11″ nord, 0° 01′ 49″ ouest |                               |                               |                     | Image manquante Téléverser                                       |
| Église Saint-Pierre de Villevêque                                | Villevêque                    |                          | 47° 33′ 38″ nord, 0° 25′ 20″ ouest | « PA00109412 »                | Inscrit                       | 1972                | Église Saint-Pierre de Villevêque                                |
| Église Saint-Paul de Vivy                                        | Vivy                          |                          | 47° 19′ 32″ nord, 0° 03′ 16″ ouest |                               |                               |                     | Église Saint-Paul de Vivy                                        |
| Église Saint-Hilaire d'Yzernay                                   | Yzernay                       |                          | 47° 01′ 16″ nord, 0° 42′ 15″ ouest |                               |                               |                     | Église Saint-Hilaire d'Yzernay                                   |